# 鳥類の起源

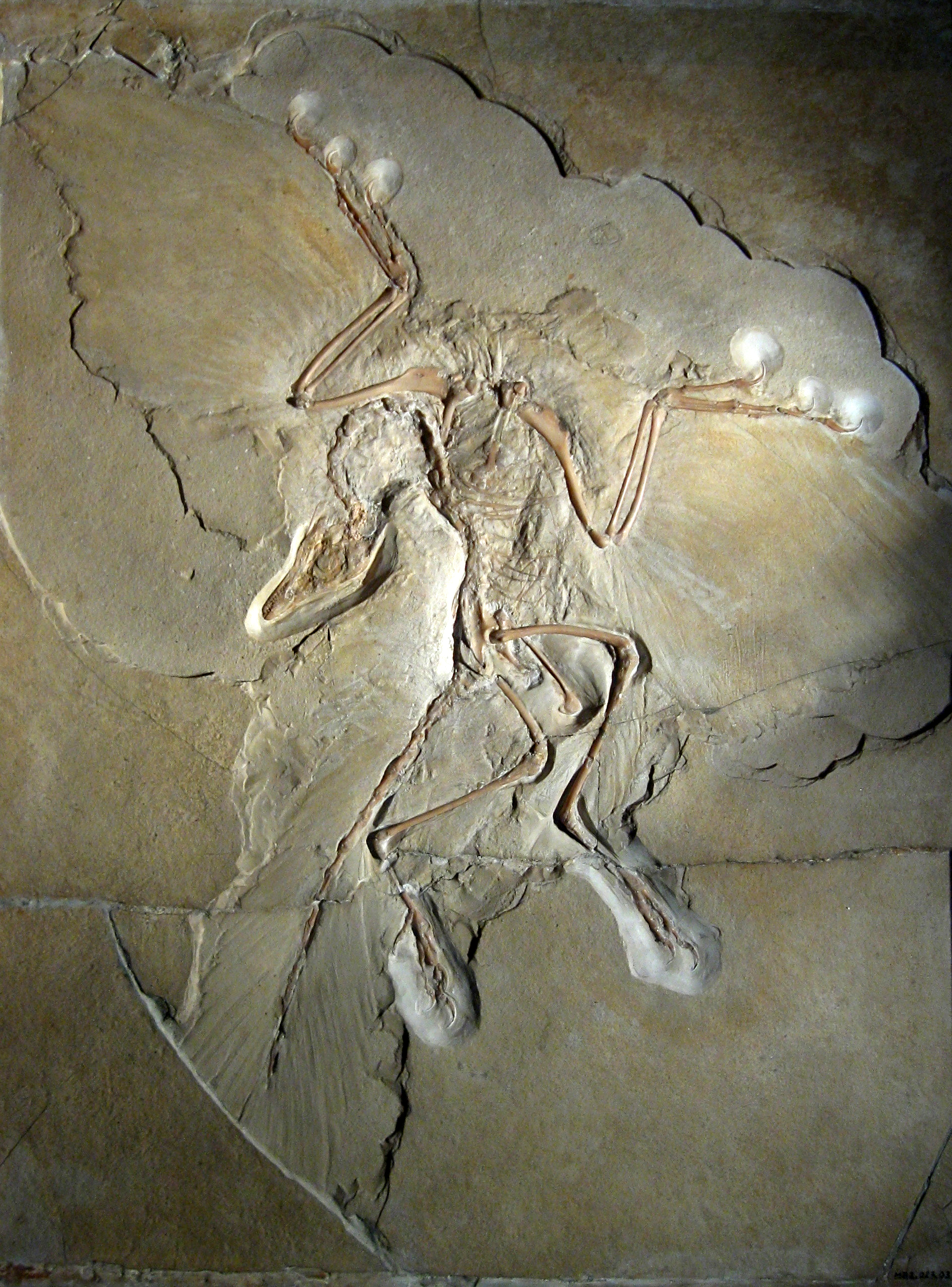
Archaeopteryx lithographicaのベルリン標本

鳥類の起源（ちょうるいのきげん）とは、自然科学における課題・疑問とされるものの1つ。動物界のいずれのグループから鳥が進化したのかという科学上の疑問は、伝統的に "origin of birds"『鳥類の起源』と呼ばれている。現在の科学的コンセンサスにおいては、鳥類は獣脚類恐竜のマニラプトル類の1グループであり、中生代にその起源を有すると考えられている。

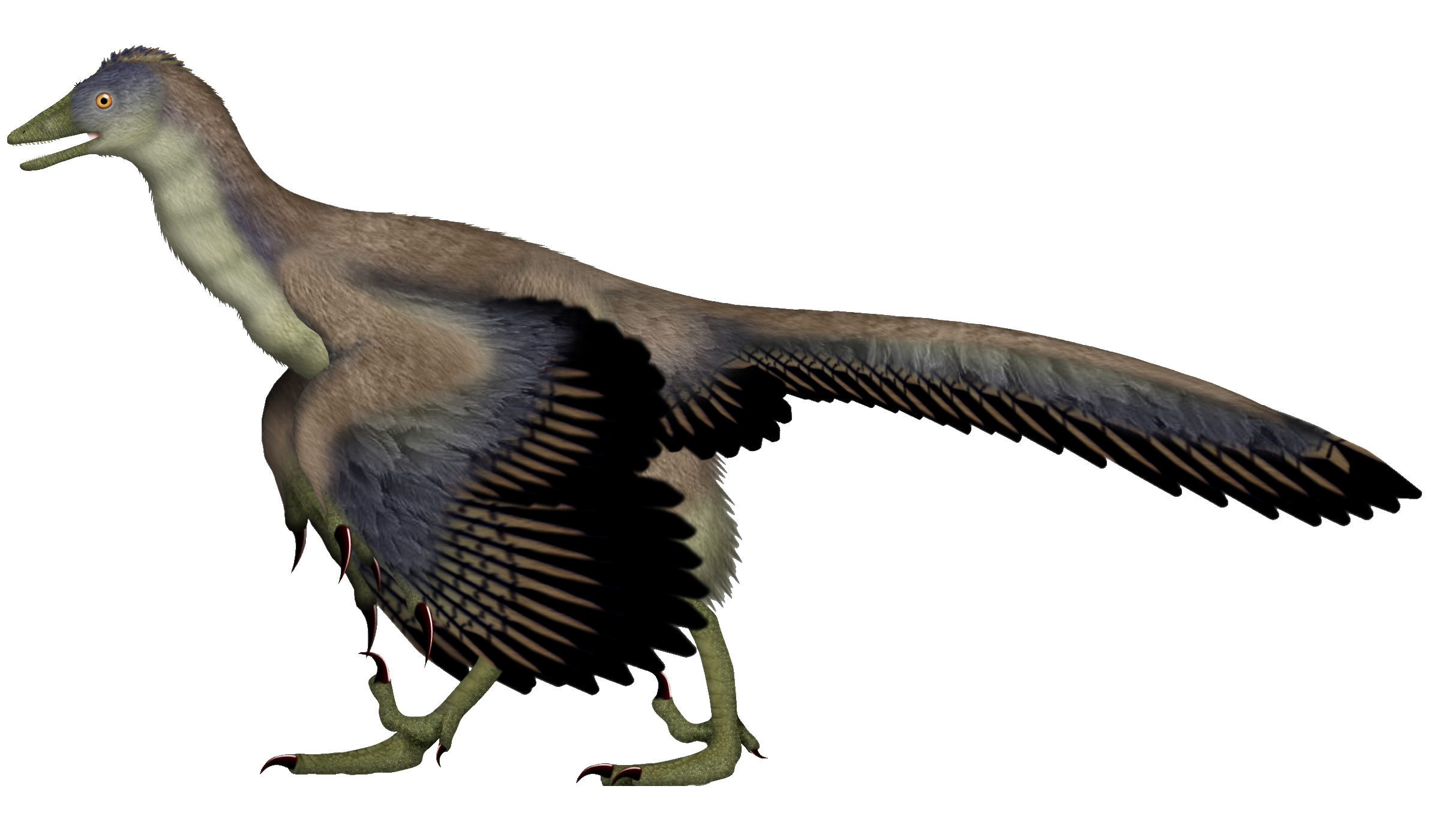
始祖鳥(アーケオプテリクス)

鳥と恐竜の近縁性が初めて主張されたのは19世紀、ドイツで原始的な鳥類である始祖鳥(アーケオプテリクス)が発見された後のことである。鳥と絶滅した非鳥類型恐竜は多くの独特な骨格上の特徴を共有していた。さらに、30種以上の非鳥類型恐竜化石が保存された羽毛と共に採集されている。非常に小型の恐竜の中にはミクロラプトルやアンキオルニスのように前肢と後肢に翼を形成する長い正羽を持つ物がいた。ジュラ紀の基盤的な鳥群であるPedopennaにもこのような長い脚羽があった。古生物学者のLawrence Witmerは2009年に、このことは鳥類は4枚羽根段階を経て進化した事を証明するのに充分な証拠であると結論づけた。化石記録からも、中空の含気骨・消化管中の胃石・営巣・抱卵など、鳥と恐竜に共通する特徴が明らかとなっている。
鳥類の起源は進化生物学において歴史的に議論の多いテーマであったが、今でも少数ではあるが、恐竜が祖先であることに異論を唱え他の主竜類型爬虫類が祖先であると提案する科学者がいる。恐竜が祖先であることを支持するコンセンサスの下でも、マニラプトル獣脚類の中から初期の鳥類を出現させた進化事象の正確な順序については議論がなされている。鳥類の飛行の起源は別の、しかし関連した問題で、これもまたいくつもの解答が提示されている。

## 研究史

### ハクスリー、始祖鳥、初期の研究

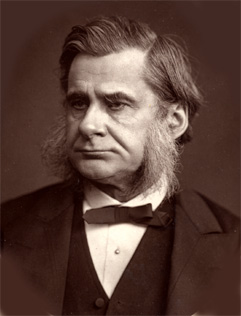
トマス・ヘンリー・ハクスリー (1825–1895)

鳥類の起源についての科学的研究は、1859年チャールズ・ダーウィンの『種の起源』が出版された直後に始まった。1860年、化石化した羽毛がドイツの後期ジュラ紀ゾルンホーフェン石灰岩から発見された。翌年ヘルマン・フォン・マイヤーはこの羽毛を Archaeopteryx lithographica として記載した。1863年にリチャード・オーウェンがほぼ完全な骨格を、爪の生えた前脚や長い尾椎のある尾など爬虫類を彷彿させる数多くの特徴があるにも関わらず、鳥類として記載した。
自然選択に基づく新しい進化理論への断固とした支持によって「ダーウィンのブルドッグ」として知られる生物学者トマス・ヘンリー・ハクスリーは、鳥類と爬虫類の間の移行化石としての始祖鳥にすぐさま注目した。カール・ゲーゲンバウアー (Karl Gegenbaur) やエドワード・ドリンカー・コープによる初期の示唆に続いて、ハクスリーは1868年から始祖鳥と様々な先史時代爬虫類との詳細な比較を開始し、ヒプシロフォドンやコンプソグナトゥスのような恐竜類と最も類似性が高いことを明らかにした。1870年代後半に発見された始祖鳥の象徴的な「ベルリン標本」は爬虫類的な歯を備えており、さらなる証拠をもたらした。コープと同様、ハクスリーは鳥と恐竜の間に進化上の関係性があることを提唱した。当時非常に大きな影響力を持つオーウェンに対してハクスリーは反論する立場に立ったのだが、ハクスリーの結論はフランツ・ノプシャをはじめとする多くの生物学者に受け入れられた。一方で他の研究者、特にハリー・シーリー (Harry Seeley) は、その類似性は収斂進化によるものであると主張した。

### ハイルマンと槽歯類仮説
転換点となったのは20世紀初頭にデンマークのゲアハート・ハイルマン (Gerhard Heilmann) が著した著書である。職業画家でもあったハイルマンは鳥類に学術的興味を持ち、オテニオ・アーベルの先行研究を拡張して、1913年から1916年にかけて鳥類の解剖学・発生学・習性・古生物学・進化に関する自身の研究結果をいくつかに分けて出版した。元はデンマーク語で書かれ Vor Nuvaerende Viden om Fuglenes Afstamning というタイトルだった彼の著作は、編集と英語への翻訳を経て1926年に The Origin of Birds として出版された。

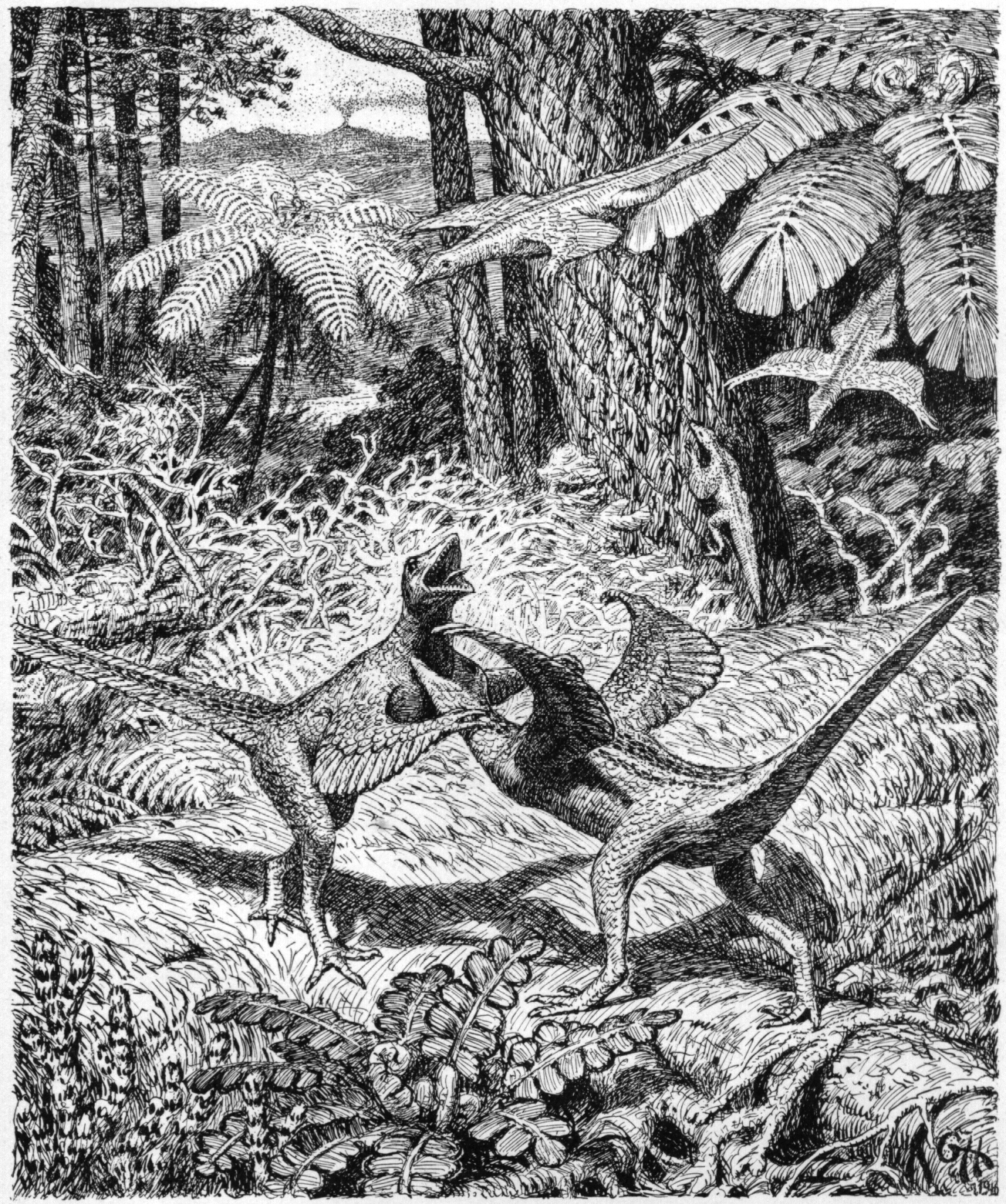
ハイルマンによる闘争している2匹の 'Proaves' 想像図 (1916)

ハクスリーと同じくハイルマンは始祖鳥と他の鳥類をできる限りの先史時代爬虫類と徹底的に比較し、やはりコンプソグナトゥスのような獣脚類恐竜が最も似ているという結論に至った。しかしハイルマンは、鳥類には左右が癒合して1つになり叉骨（暢思骨）と呼ばれるようになった鎖骨があるが、一方で鎖骨はより原始的な爬虫類には見られるものの恐竜では未だに存在が認められていないことを指摘した。彼は進化の道筋は不可逆であるというドロの法則の解釈を堅く信じていたので、ハイルマンは恐竜で一度失われた鎖骨が鳥類で再び進化したなどとはとても認めることが出来なかった。そのため彼は恐竜を鳥の祖先から除外せざるを得ず、彼らの類似性は収斂進化に因るものだとした。ハイルマンは鳥類の祖先は恐竜ではなく、爬虫類のより原始的な"槽歯類"から発見されるだろうと記した。ハイルマンの極度に徹底した研究手法により彼の著書はその分野での規範としての地位を確固たるものとし、鳥類の祖先についての結論は（他のほとんどの論題と同様に）その後40年にわたってほぼ全ての進化生物学者に受け入れられることとなった。
鎖骨は比較的繊細な骨であるため、破壊される若しくは判別不可能なほどに損傷を受ける危険性がある。それにもかかわらず、ハイルマンが自著を記す以前に獣脚類化石の鎖骨が実際に発掘された例がいくつかあったのだが、それらは誤同定されてしまっていた。1936年に原始的な獣脚類セギサウルスに鎖骨が見つかってはいたものの、恐竜における鎖骨の消失は正統的な見解となった。その次の恐竜における鎖骨の報告はロシア語論文で1983年のものだった。
ハイルマンが信じていたのとは逆に、現在の古生物学者は鎖骨（多くの場合には叉骨）が獣脚類だけでなく竜盤類恐竜の標準的特徴であると受け止めている。2007年までに骨化した叉骨（すなわち軟骨ではなく硬骨でできている）は、最も基盤的なエオラプトルとヘレラサウルスを除く全てのタイプの獣脚類で発見されている。原始的獣脚類セギサウルスにおける叉骨の報告（1936年）は、2005年の再調査で裏付けられた。結合した叉骨様の鎖骨が前期ジュラ紀の竜脚形類であるマッソスポンディルスからも見つかっている。

### オストロム、デイノニクス、恐竜ルネッサンス

デイノニクス（左）と始祖鳥（右）の前肢の類似。ジョン・オストロムにより恐竜と鳥の関連性を再確認するために示された。

槽歯類仮説に反対する動きは1964年にモンタナ州で新しい獣脚類恐竜が発見された後に始まった。1969年にこの恐竜はイェール大学のジョン・オストロムによってデイノニクスと記載・命名された。翌年、オストロムはオランダのTeylers Museumにあったプテロダクティルス標本を始祖鳥の骨格として再記載した。この標本は主に片方の翼からなっており、この記載がオストロムに始祖鳥とデイノニクス間の手首の類似性に気づかせることとなった。
1972年、イギリスの古生物学者Alick Walkerは鳥類は槽歯類から進化したのではなく、スフェノスクスのようなワニ類を祖先としているのではないかという仮説を立てた。獣脚類と初期の鳥類双方にわたるオストロムの研究は1970年代半ばに連続して発表され、その中でオストロムは鳥類と獣脚類恐竜の間にある様々な類似点を挙げ、1世紀以上も前にハクスリーによって最初に提唱された着想を復活させた。オストロムによる鳥の祖先としての恐竜の認識は、代謝、活動レベル、育児など、恐竜に関する他の新しい知見と併せて、恐竜ルネッサンスとして知られるものをスタートさせ、1970年代に始まったそれは今日まで続いている。
オストロムの新たな知見は、1960年代にヴィリー・ヘニッヒの業績と共に始まった系統分類学（分岐学）の勃興とも時を同じくしていた。分岐学は複数の種をその進化上の関係性のみに基づいて配列する厳密な手法で、その関係性は解剖学的特徴の変化数が最少になるように系統樹を決定することにより推定される。1980年代に分岐学的方法論はジャック・ゴーティエ等によって初めて恐竜の系統発生に適用され、鳥類は獣脚類恐竜の派生群であることを明白に示した。初期の分析からデイノニクスのようなドロマエオサウルス科獣脚類が鳥類に特に近縁であると示唆されたが、その結論はそれ以降何度も裏付けられている。

### 中国の羽毛恐竜

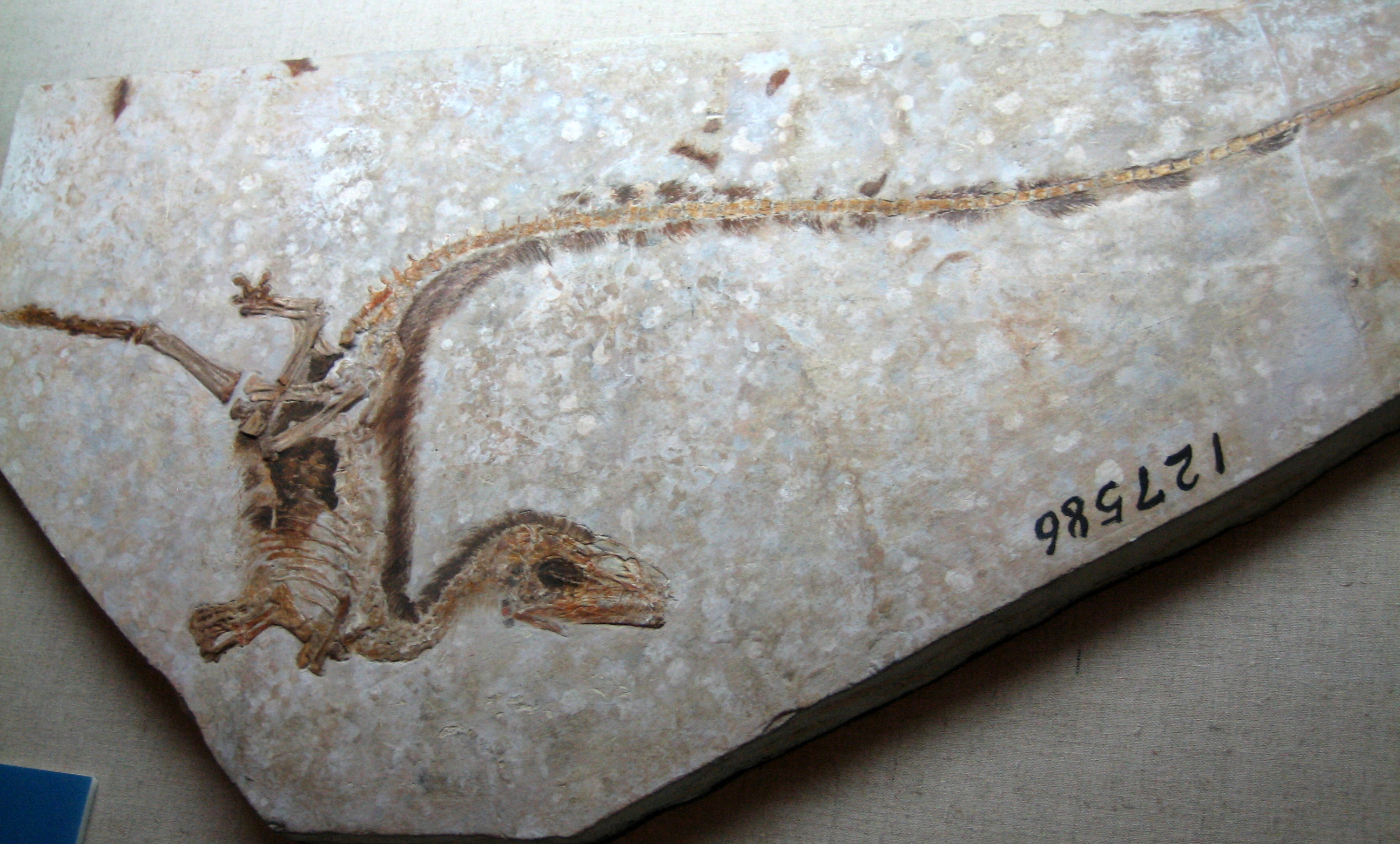
シノサウロプテリクスの化石

1990年代初頭になると中国北東部の遼寧省でいくつかの前期白亜紀の地層から驚くほど保存状態の良い鳥類化石が発見された。1996年に義県累層 (Yixian Formation) 産の鳥類の新属としてシノサウロプテリクスが中国の古生物学者によって記載されたが、この動物はすぐにコンプソグナトゥスに近縁でより基盤的な獣脚類恐竜であると見なされるようになった。驚くべきことに、その身体は長い繊維状構造で覆われていた。この構造はプロトフェザー（原羽毛）と名づけられ、鳥類のより発達した羽毛と相同であると考えられているが、その評価に異論を唱える科学者もいる。すぐ後に中国と北米の科学者がカウディプテリクスとプロターケオプテリクスを記載した。骨格の特徴に基づけばこれらの動物は非鳥類型恐竜ではあるが、彼らの化石は鳥類の物によく似た完全な構造を持つ羽毛を備えていた。『ナショナル ジオグラフィック』の1999年の版に査読無しで記載された"Archaeoraptor"は、密輸された偽造品であることが明らかとなったが、真物の化石は合法・非合法を問わず義県から流出し続けている。羽毛または"プロトフェザー"は義県産の様々な種類の獣脚類で発見されており、非常に鳥によく似た非鳥類型恐竜の発見と、非鳥類型恐竜に類似した原始的鳥類の発見は、非鳥類型恐竜と鳥類の形態学的な差をほとんど無くしてしまった。

### 手指の相同性
発生学者と古生物学者の間には、指骨の番号すなわちその指が何番目の指であるかに基づいて、獣脚類恐竜の手指と鳥類の手指は根本的に別物ではないかという議論が存在する。
発生学者と鳥と恐竜の類縁に異議を唱える一部の古生物学者は、卵の中での発生に関する数多くの研究に基づいて、長らく鳥類の指を第 II-III-IV 指であるとしてきた。これはほとんどの有羊膜類では、手指の5本の指のなかで最初に形成されるのは第 IV指でありこれが主軸となる、という事実に基づいている。そのため発生学者は鳥類の主軸を第 IV指と見なし、最終的に形成される指を第 II-III-IV 指であると同定してきた。進歩した獣脚類（テタヌラ類）化石の前肢にあるのは第 I-II-III 指であると見られている（アヴェテロポーダ類の中には縮小した第 IV 指を持つものがいる）。 もしこれが事実なら、鳥類で第 II-III-IV 指が発達することは獣脚類（恐竜）祖先説に反対する徴候となる。しかし、どの指が獣脚類前肢で発達するのか権威を持って述べる個体発生上の根拠は無く（成長や発生を観察できる非鳥類型獣脚類は現在では存在しないため）、獣脚類前肢の指の番号づけは完全に決定的なものではない。
古生物学者は慣習的に鳥類の指を第 I-II-III 指と見なしてきた。彼らは鳥類の指は指式の保存により獣脚類と同じく第 I-II-III 指であると主張している。主竜類の基本的な指式（指骨の数を第 I 指から第 V 指へ順に並べたもの）は 2-3-4-5-3 であり、主竜類の多くの系統で指の本数が減少しているが、各指における指骨の数は保持される。言い換えれば、異なる系統にいる主竜類でも指の消失が起こる時には外側から順に内側へと同じ指を失う傾向があると古生物学者は強く主張している。ドロマエオサウルス科や始祖鳥の3本の指は、基盤的主竜類の第 I-II-III 指と同じ指式 (2-3-4) を持っている。つまり失われた指は第 IV 指と第 V 指
である。これが事実ならば、現生鳥類も第 I-II-III 指を持つことになる。
そしてまた、1999年に発表されたある論文では、鳥類に至る獣脚類の指に発生基の横ずれが起きた（第 II 指の原基から第 I 指が、第 III 指の原基から第 II 指が、第 IV 指の原基から…というように）ことが提唱されている。しかし、このような原基の横ずれは有羊膜類では珍しいものであり、（鳥類の獣脚類祖先説に矛盾しないためには）これが鳥類-獣脚類系統の前肢のみで起こり後肢では起こらないことが必須となる（このような例は他のどの動物でも知られていない）。
外側から順に指が無くなっていくこれは外側指減少〔仮訳注意〕 (Lateral Digit Reduction, LDR) と呼ばれ、外側と内側の両側から指が消失する両側指減少〔仮訳注意〕 (Bilateral Digit Reduction, BDR) に対する語である（リムサウルスも参照のこと）。
"Birds Are Not Dinosaurs"（鳥は恐竜じゃない）のアクロニムから BAND として知られる少数派には鳥類学者のアラン・フェドゥーシアやLarry Martinがおり、鳥類は恐竜よりもロンギスクアマやエウパルケリアのような初期の爬虫類により近縁であると強く主張し続けている。鳥類発生生物学の発生学研究から、鳥と恐竜の前肢における手指の相同性に関する疑問が提起されている。しかしながら、比較解剖学と系統学による説得力のある証拠や中国からの劇的な羽毛恐竜化石のために、最初にハクスリーによって後にノプシャとオストロムによって擁護された「鳥は恐竜から進化した」という考えは、今日の古生物学者の間でほぼ満場一致の支持を享受している。

### 筋肉の熱発生仮説
2011年に発表された論文では、飛行の進化よりも骨格筋の拡張に対する選択がこのクレードが台頭する原動力となったのではないかと提案している。この仮説では、後に恒温性となるサウリア類において筋肉が増大したのは、脊椎動物ミトコンドリアの脱共役タンパク質であるUCP1（熱産生に関わる）を喪失したことへの反応である。哺乳類においてはUCP1は褐色脂肪組織内で機能し新生児を低体温症から守る。
現生鳥類では骨格筋が似たような機能を受け持ち、これは彼らの祖先でもそうだったと推測される。この観点からみると、二足歩行や他の鳥類的な骨格上の変化は筋肉過形成の副次効果であり、飛行や遊泳への適応を含む前肢の進化上の変形や痕跡器官は二足歩行の二次的帰結である。

## 系統発生

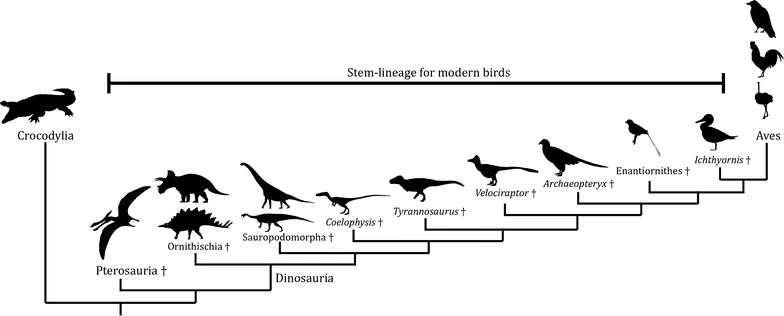
現生鳥類と恐竜の関係を示す簡略化した系統樹

始祖鳥は歴史的に最初の鳥（ドイツ語で Urvogel ）と見なされてきた。獣脚類と始祖鳥の間のギャップや始祖鳥と現生鳥類の間のギャップが新しい化石の発見によって埋められていっているにも関わらず、系統分類学者は慣例を順守して、ほとんど常に始祖鳥を鳥類を定義するための識別子として用いてきた。鳥類が現生鳥類のみを含むクラウングループとして定義されることは非常に稀である。ほぼ全ての古生物学者が鳥類はコエルロサウルス類に属する獣脚類恐竜だと見なしている。コエルロサウルス類の中でも、様々な分岐分析がマニラプトル類と名づけられたクレードを支持しており、このクレードはテリジノサウルス類・オヴィラプトロサウルス類・トロオドン科・ドロマエオサウルス科・鳥類が含まれる。これらの中でドロマエオサウルス科とトロオドン科は通常デイノニコサウルス類というクレードにまとめられ、鳥類と姉妹群をなす。デイノニコサウルス類と鳥類は一緒になってエウマニラプトル類というノード・クレードを形成し、それはステム・クレードである原鳥類の中に位置する。
他の研究では別の系統発生を提案しており、その中では通常は非鳥類型恐竜であると見なされている特定のグループの恐竜が鳥類を祖先として進化したとされている。例を挙げると、2002年のある分析ではオヴィラプトロサウルス類は基盤的な鳥類であるとされた。アジアと南北アメリカから知られているアルヴァレスサウルス科は、基盤的マニラプトル類として様々な分類をされてきており、原鳥類やオルニトミモサウルス類の姉妹群、特殊化した初期の鳥類などともされてきた。ラホナヴィスは元々初期の鳥類として記載されたが、いくつかの研究で非鳥類ドロマエオサウルス類だと同定されている。ドロマエオサウルス科とトロオドン科自体も鳥類の外側ではなく内側に置くべきだと主張されたことがある。

## 鳥類と恐竜をつなぐ特徴
多くの解剖学的特徴が鳥類と獣脚類内で共有されている。

### 羽毛
「羽毛恐竜」の最初の好例である始祖鳥は1861年に発見された。1番目の標本はドイツ南部のラーガーシュテッテ（見事な保存状態で知られる希少で注目すべき地質学層）であるゾルンホーフェン石灰岩で見つかった。始祖鳥は移行化石であり、明らかに非鳥類型獣脚類恐竜と鳥類の中間の特徴を持っていた。ダーウィンの先駆的な『種の起源』からわずか2年後に発見され、その発見は進化生物学と創造論それぞれの支持者間に芽生え始めた議論に拍車をかけた。この初期の鳥類は、周りの岩石に残された明らかな羽毛の印象さえ無ければあまりにも恐竜に似ているので、少なくとも1つの標本がコンプソグナトゥスと誤同定された。
1. Blank out numbers in image

1990年代以降、いくつもの更なる羽毛恐竜が発見され、恐竜と現生鳥類の近縁性についてさらに強力な証拠をもたらしている。最初のものは単純な繊維状のプロトフェザーとして記載され、コンプソグナトゥス科やティラノサウルス上科と同じくらい原始的な系統で報告されている。しかし、現生鳥類のものと区別不可能な羽毛がすぐに非鳥類型恐竜にも同様に発見された。
ごく一部の研究者は、繊維状のプロトフェザー構造は単にその恐竜の皮膚下または背部のヒダ中にあったコラーゲン繊維の分解によって生じたもので、疑いようのない羽毛を持つオヴィラプトロサウルス類やドロマエオサウルス類のような種は恐竜ではなく、恐竜とは無関係の真の鳥類であると主張している。しかしながら、大多数の研究では羽毛恐竜は実際に恐竜であり、疑いなく獣脚類である動物が持つ繊維は単純な羽毛であるという結論が出ている。複数の研究者がこの構造中に色彩を担うメラニンが存在することを証明したが、これは羽毛の中であれば存在するであろうがコラーゲン繊維の中には予想されないものである。別の研究者は現生鳥類の腐敗過程の調査から、発達した羽毛であっても化石化の過程で圧縮力にさらされると繊維状になることを明らかにし、このことから「プロトフェザー」はこれまで考えられていたよりも複雑な物であった可能性も出てきた。シノサウロプテリクス (Sinosauropteryx prima) のプロトフェザーを詳細に調査したところ、個々の羽毛は中央の羽軸とそこから枝分かれする細い羽枝からなる、現生鳥類の羽毛に似ているがより原始的な構造をしていることがわかった。

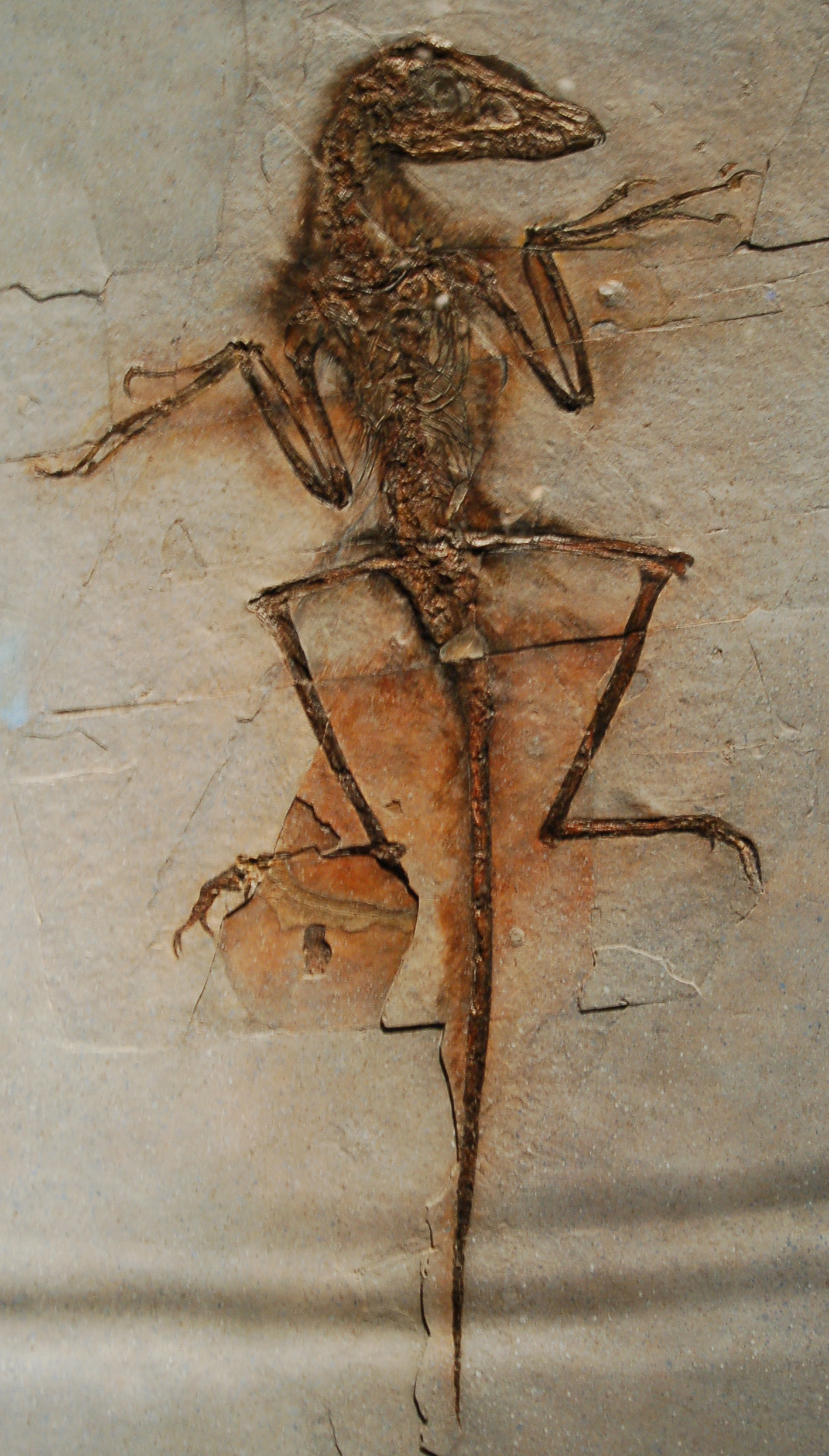
標本 NGMC 91 のキャスト。シノルニトサウルスと推測されている

### 骨格
羽毛はしばしば鳥類と結びつけられるため、羽毛恐竜は鳥と他の恐竜との間のミッシングリンクとして持てはやされる。しかし、様々な骨格上の特徴もこの2つのグループに共有されており、古生物学者にとっては更なる重要な証拠となっている。
鳥と恐竜の骨格の比較は、分岐分析と同じく、両者のつながり、特にマニラプトル類と呼ばれる獣脚類の1系統とのつながりの論拠を強化している。骨格の類似点には、頭骨・歯の構造・頸部・肋骨の鉤状突起・後方に向かう長い恥骨・柔軟性のある手首（月状骨状の手根骨）・長い前肢・3本指の手指・全体的な肩帯・肩甲骨・叉骨・竜骨突起などが含まれる。始祖鳥における骨格上の特徴のほとんど全ては非鳥類型マニラプトル類に見受けられる。
胚期と成体の主竜類頭骨を比較した研究からは、鳥類の頭骨は獣脚類恐竜の頭骨から早熟（幼形進化の一種）によって祖先の幼体的特徴を保持した結果として派生したと結論づけられた。

### 肺

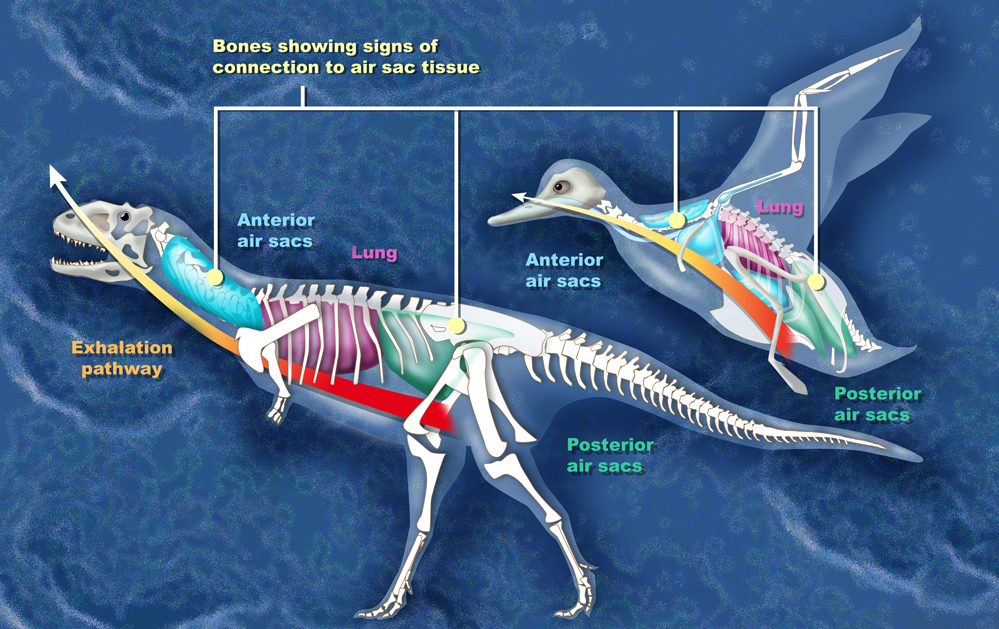
マジュンガサウルスと鳥（カモ）の気嚢比較

オハイオ大学のPatrick M. O'Connorの調査によると、大型肉食恐竜は現生鳥類の物とよく似た複雑な気嚢系を持っていた。獣脚類恐竜（二足歩行し鳥のような足を持っていた肉食動物）では、鳥類と同じように、柔軟な軟組織である気嚢が硬化した肺を通して空気を出し入れしていたらしい。「かつて公式に鳥類特有だと考えられていた物が、鳥類の祖先の何種類かにも存在した」とO'Connorは述べている。

### 心臓
2000年に行われた鳥脚類のテスケロサウルス標本の胸腔に対するCTスキャンで、現在の哺乳類や鳥類の物とよく似た複雑な4つの部屋を持つ心臓の痕跡が発見されたと報告された。この主張は科学界で論争を引き起こし、解剖学上の不備、 または単なる希望的観測であると批判を受けた。
2011年に発表された研究では、この物体の同定に関する疑問へ様々な調査法を適用し、行われた調査には、より高解像度のCTスキャン・組織学・X線回折・X線光電子分光・走査型電子顕微鏡などがあった。これらの手法により著者等は以下のことを発見した：◎当該物体の内部構造には部屋は存在せず、代わりに低密度物質からなる接続されていない3箇所の領域があり、これはダチョウの心臓の構造と比較対応させられるものではない。◎その「壁」は、針鉄鉱・長石鉱物・石英・石膏など生体によって生成されることが知られていない堆積物鉱物と少数の植物片から構成されていた。◎炭素・窒素・リンといった生命にとって重要な化学元素はこの試料中に欠けている。◎心臓の細胞構造は見られない。動物の細胞構造の可能性がある部分が1箇所あった。著者等は、組織の分離した部分が保存されている可能性はあるが、彼らのデータはこれが心臓ではなく埋没環境からきた砂の凝固物であるという同定を支持しているとした。
とはいえ、この物体が実際なんであるかに関わらず、この発見が恐竜の内部解剖学的構造や代謝率にどのように反映されるのかという問題は未決定である。生きている中で最も恐竜に近い親戚である現生のワニと鳥類の両方が4つの部屋がある心臓を持ち（ただしワニでは少し変化している）、よって恐竜もおそらくは同様だったであろう（この構造は代謝率に関連づけられる必要性は無い）。

### 睡眠姿勢
トロオドン科のメイ・ロンとシノルニトイデスの化石から、これらの恐竜が現生の鳥のように前脚の下に頭をたくし込んで寝ていたことが明らかとなった。おそらく頭部の保温の役に立つこの習性は、現生の鳥類にも特徴的なものである。

### 生殖生物学
産卵に際して、母鳥は四肢に特殊なタイプの骨を成長させる。この骨髄骨はカルシウムに富んだ層を骨壁の内側に形成し、卵殻を作るためのカルシウム源として利用される。ティラノサウルス・レックス標本後肢の髄腔内面に骨内膜由来の骨組織が存在する部分があったことは、ティラノサウルスも同様の生殖戦略を用いていたこと、そしてこの標本がメスであったことを示唆している。その後の研究では、獣脚類のアロサウルスや鳥脚類のテノントサウルスにも骨髄骨が発見された。恐竜のアロサウルスとティラノサウルスを含む系統はテノントサウルスに続く系統と恐竜進化のかなり早い段階で分岐しているため、このことから恐竜は一般的に骨髄骨を生成していたと推測される。

### 抱卵と育雛

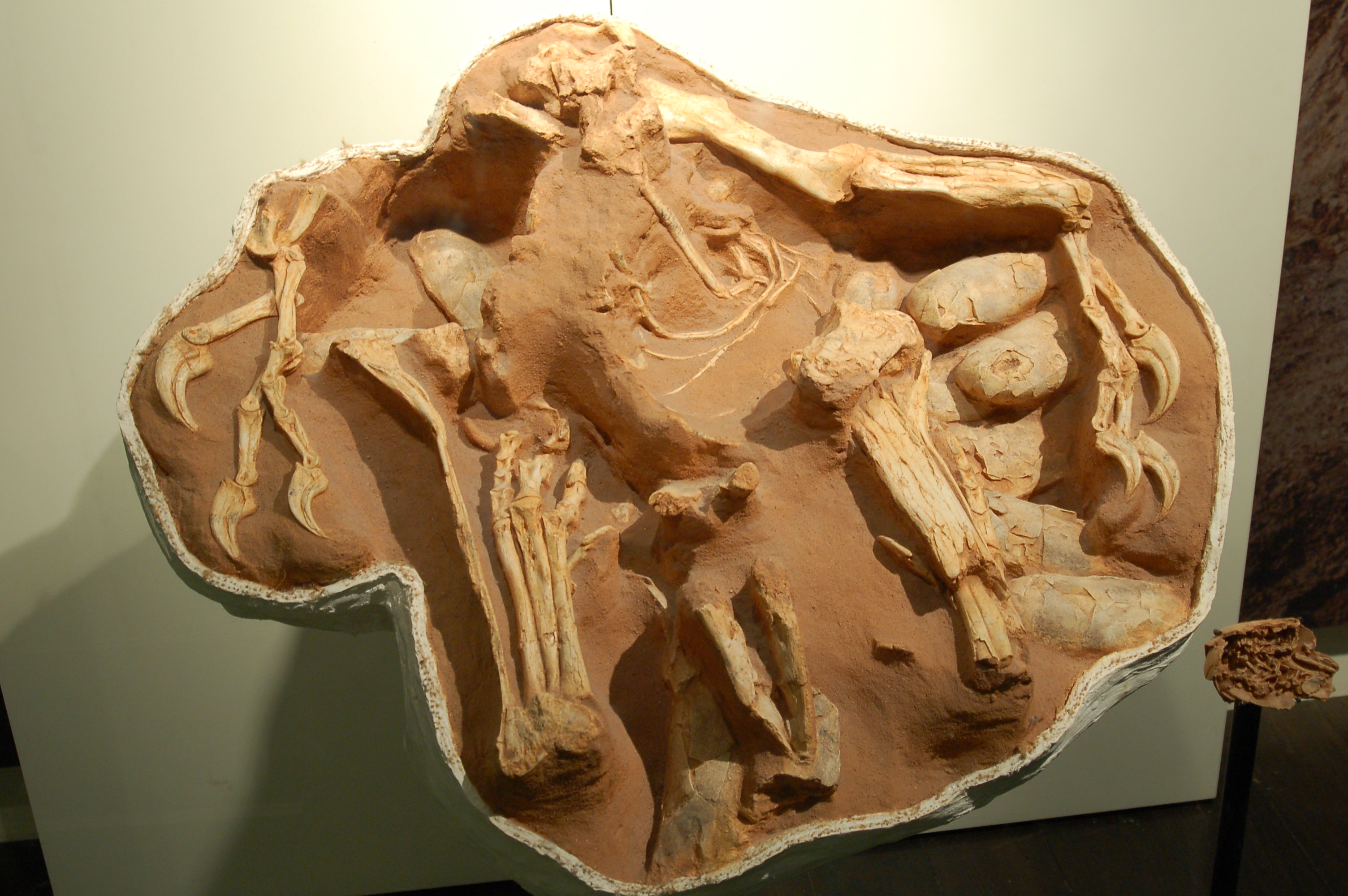
巣の中にいるキチパチ標本。ニューヨーク アメリカ自然史博物館

巣の中で鳥の抱卵を想起させる姿勢で卵に覆い被さっているキチパチ標本が数点発見されている。
マイアサウラなど多種にわたる恐竜が幼年個体と成年個体が混在する群れで発見され、子供と大人に深い交流があったことが示唆される。
ある恐竜の胚では歯が未萌出であったが、これからこの幼い恐竜が餌を食べるにはなんらかの親の世話が必要だったと考えられ、おそらくは大人の恐竜が幼い恐竜の口に食物を吐き戻していたのだろう（晩成性を参照）。この習性は多くの鳥類で見られ、親鳥は雛の口に餌を吐き戻す。

### 胃石
鳥も恐竜も砂嚢に砂や石を持つ。これは胃に入ってきた食物や硬い繊維を粉砕して消化を助けるためのものである。消化補助目的で意図的に飲み込んだ物以外にも、浮力調節目的で飲み込んだ物、病理的固結物なども併せてこれらは胃石と呼ばれる。胃石は一部の魚類（ボラ科、American gizzard shad、gillarooなど）やワニでも見られる。

### 分子生物学的証拠
いくつかの事例で中生代の恐竜化石からDNAやタンパク質が抽出されたと主張され、鳥類との比較が可能となった。数種のタンパク質が恐竜化石から検出されたと推測されており、その中にはヘモグロビンも含まれる。
2005年3月のサイエンスにて、Mary Higby Schweitzerを指導者とする研究グループが、モンタナ州ヘルクリーク累層産で6800万年前のティラノサウルス標本（標本番号：MOR 1125）の脚の骨内部から実際の軟組織に似た柔軟な物質を発見したと発表した。骨の断片からは7つの型のコラーゲンが採取され、現生鳥類（具体的にはニワトリ）のコラーゲンデータとの比較の結果、太古の獣脚類と鳥類は近い関係にあることが示された。2007年にこの軟組織を用いて細胞解剖学の分子比較とコラーゲン組織のアミノ酸配列分析が行われ、そのどちらからもティラノサウルスと鳥はお互いにそれぞれとアメリカアリゲーターよりも近縁であることが支持されている。2番目の分子生物学的研究も鳥と恐竜の関係性を強固に支持したが、予想されたのとは異なり、鳥類を獣脚類の中には置かなかった。この研究ではミイラ化したBrachylophosaurus（ハドロサウルス類の1種。標本番号：MOR 2598）の大腿骨から抽出した8つのさらなるコラーゲン配列が使用された。しかしながら、これらの結果については異論も多い。他に中生代のペプチドは報告されていない。2008年にはその軟組織と推測されていた物は実際には細菌のバイオフィルムだったのではないかとの説が出された。これに対して、そのバイオフィルムそのものが軟組織を保護していたのだという主張もなされた。他の反論では、この結果が試料汚染によって引き起こされた可能性を指摘された。2015年、汚染防止のためより厳密な無菌条件の下で行われた操作でもペプチドが検出された。2017年のある研究では、ティラノサウルスとBrachylophosaurus標本から得られた物と全く同じペプチドが現生ダチョウの骨の中に存在することが発見され、クロス・コンタミネーションの危険性が強調された。
恐竜化石からの古代DNA抽出の成功例は2件の別々の事例が報告されているが、更なる調査と査読を経てなお両報告とも確証を得るのは難しいと考えられる。

## 鳥類の飛行の起源
鳥類の飛行の起源に関する論争は、1862年始祖鳥発見の直後に起こった鳥類の恐竜起源説と同じくらい古い。その当時から議論のほとんどは2つの理論で占められていた：地上性（"地上から空中へ"）説は鳥類は地上を走っていた小型で素早い捕食者から進化したと考え、樹上性（"樹上から空中へ"）説では動力飛行は樹上性動物の非動力滑空から進化したと考える。少し最近の理論である"翼補助による斜面疾走" (wing-assisted incline running, WAIR) 説は地上性説の変形であり、翼がその空気力学的機能を発達させたのは樹木のような非常に急な斜面を素早く駆け上がる必要に駆られた為で、その機能により小型の羽毛恐竜は捕食者から逃げ延びることができたのだと主張している。
2018年3月、始祖鳥はおそらく飛行能力を持っていたが、現生の鳥類とはかなり異なった飛び方だった、という報告がなされた

### 地上性（"地上から空中へ"）説

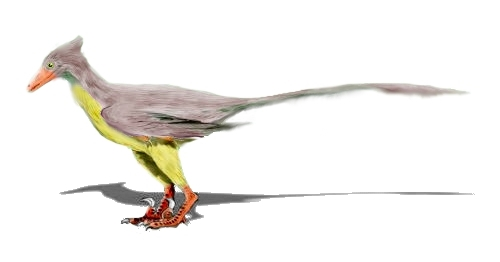
Rahonavis の復元図：地上性羽毛恐竜で、飛行できたと考える研究者もいる

飛行の起源の地上性説はサミュエル・ウェンデル・ウィリストン (Samuel Wendell Williston) によって最初に提案され、フランツ・ノプシャによって発展させられた。この仮説では長い尾を持ち素早く走る動物が走行中の安定を得るため両腕を使用していたと考える。この説の現在の版はウィリストン-ノプシャ版と細かい部分で多くの違いがあり、これはノプシャの時代以降になされた複数の発見の結果である。
ノプシャは大きく広げた腕部表面積の増加が小型地上性捕食者の安定保持を助け、前腕部の鱗が伸長して羽毛に進化したという理論を立てた。この羽毛は昆虫やその他の獲物を捕らえるのにも使われたかもしれない。発達しつつある翼のおかげで段々とこの動物はより長い距離を跳べるようになった。ノプシャはまた飛行の進化における3つの段階も提唱した。第1の段階は受動的飛行で、発達させた翼状構造を一種のパラシュートとして用いる。第2の段階では翼の羽ばたきによる自発的飛行に到達する。ノプシャは始祖鳥をこの段階の実例とした。最終段階では鳥類は滑翔能力を獲得する。

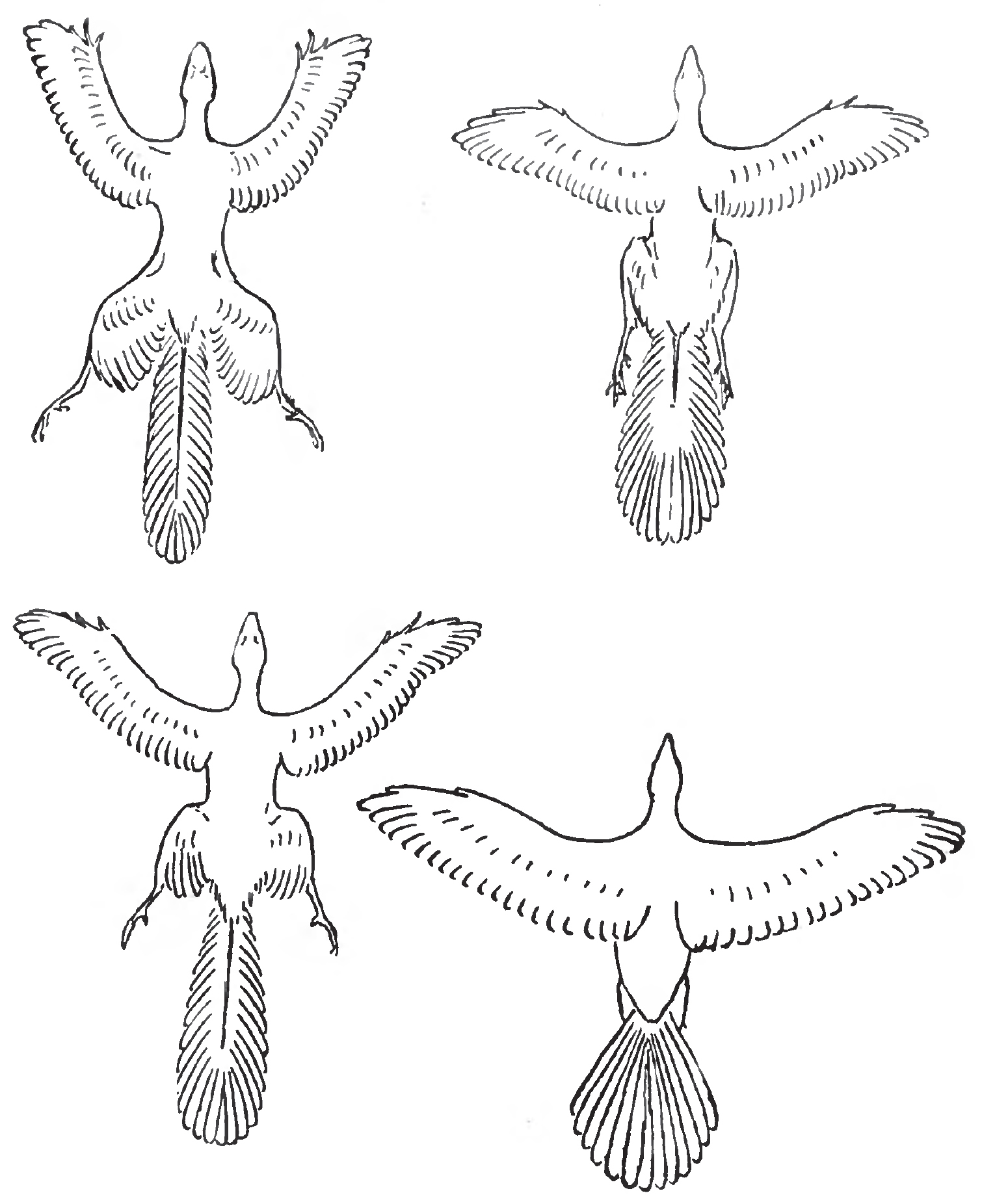
ウィリアム・ビービの書籍（1922年）で提唱された飛行の発達：四翼段階（テトラプテリクス）、始祖鳥、仮想的段階、現生鳥類

現行の学説では、両者は異なるタンパク質から出来ているので羽毛は鱗から進化したのではないとされている。さらに重要なことには、ノプシャの推論では羽毛は飛行進化の一環として発達したことになっているが、近年の発見によりその推論は間違いであることが判明している。
羽毛はコエルロサウルス類（初期のティラノサウルス科であるディロングも含む）では一般的な形質である。現生鳥類はほぼ全ての古生物学者によってコエルロサウルス類に分類されているが、一部の鳥類学者はそれに反対している。現行の"地上から空中へ"仮説では、鳥類の祖先は小型で羽毛を持った地上を走る捕食性恐竜で（捕食形態はミチバシリ属に似ている）、獲物を追跡する際に両腕を安定のために用い、その腕と羽毛が後に滑空さらには動力飛行が可能なように進化したと主張している。最も広く提唱されている羽毛の本来の機能には、現生の鳥類と同じような断熱や競争的ディスプレイが含まれる。
始祖鳥化石の全てが海成層産であり、その翼は始祖鳥がバシリスク属のように水面を走るのを助けていたのではないかとする説もある。
最も新しい"地上から空中へ"仮説への論駁は、この仮説の現代版で鳥類は変形したコエルロサウルス類であると想定している点に反論を試みている。最大の異議は、鳥類の翼は第 II 指、第 III 指、第 IV 指（ヒトでの人差し指、中指、薬指に相当する。鳥の3本の指の最初の指には小翼羽 (alula) が接続し、着陸時などの低速飛行の際に失速を避けるために用いられる）であると断定した発生学的分析に基づいている。これに対してコエルロサウルス類の手は第 I 指、第 II 指、第 III 指（ヒトの親指、人差し指、中指）から構成されている。しかしながらこれらの発生学的分析は、「手」は進化の道筋の途中で指を失ったクレードの中で基とは異なる指を発達させることがあり、そして鳥類の「手」は実際に第 I 指、第 II 指、第 III 指から発達しているのである、という発生学分野からの反撃をただちに受けた。この論争は複雑でまだ結論は出ていない。"手指の相同性"節を参照。

### 翼補助による斜面疾走
"翼補助による斜面疾走"説（wing-assisted incline running　以下、WAIR仮説）はイワシャコの雛の観察に喚起されたもので、捕食者から逃げる時のように木の幹など急な斜面を駆け上る必要性から翼の空気力学的機能が発達したとするものである。これは地上性説の特殊なタイプである。この説では、鳥が足の把握力を増すために「下向きの揚力」が必要であることに留意しなければならない。しかし始祖鳥を含む初期の鳥類には、現生の鳥の翼に迅速で強力な打ち上げをもたらしている肩の構造が欠けている。WAIR仮説が拠り所としている下向きの揚力は翼の打ち上げによって作り出されるため、初期の鳥類はWAIR仮説に不適格であるかのように見える。WAIR仮説は骨学上の特殊化を伴わない行動的特質なので、羽ばたきの系統発生的配置を今鳥亜綱（全ての現生鳥類を含むグループ）の発散以前にしてしまうと、WAIR行動が鳥類の羽ばたきに対して祖先的なものなのかそれともWAIR行動が羽ばたきに由来するものなのかを特定するのは不可能となる。

### 樹上性（"樹上から空中へ"）説

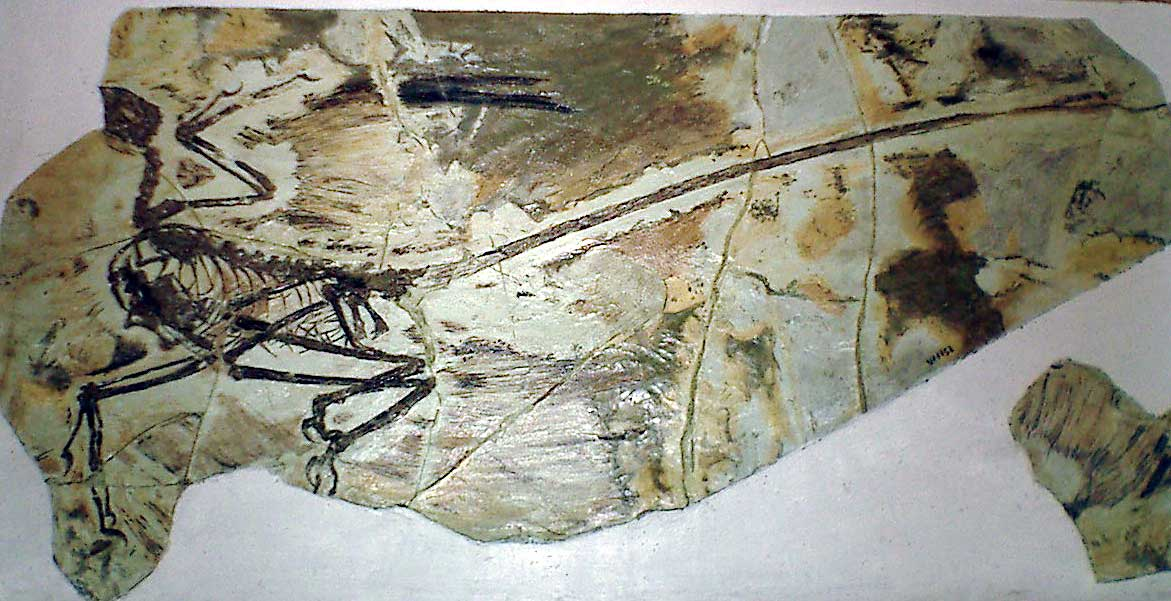
4枚の翼をもつミクロラプトル。鳥類に近縁な恐竜であるドロマエオサウルス科の一員。

樹上性説のほとんどのバージョンでは、鳥類の祖先は非常に小型の恐竜で、樹上に住み、枝から枝へ跳んでいたとしている。この小型恐竜には既に羽毛があり、これは空気力学上有効な長さと丈夫さを進化により共に獲得し、後に翼を生み出す。そして翼はこの跳び回る小動物に対して段階的に、より制御された降下、より制御された滑空、より制御された飛行、をもたらす装置として徐々に洗練の度合いを増して進化してきた。ただ落下するだけで滑空に必要な最低速度を得られるため、空気力学的効果は樹上性動物にとって非常にエネルギー効率が良いものである、とも樹上性説では言及している。
ジュラ紀や前期白亜紀産の小型恐竜のいくつか（全て羽毛を持つ）は、おそらくは樹上性かつ/または空気力学的適応をしていると解釈されている。これらには、スカンソリオプテリクス、エピデクシプテリクス、ミクロラプトル、Pedopenna、アンキオルニスが含まれる。アンキオルニスは、始祖鳥よりもずっと以前である後期ジュラ紀の始まりに生息していたので、この主題にとって特に重要である。
最も原始的な鳥類である始祖鳥と孔子鳥で趾骨の比率を現生種の比率と比較した分析では、これらの初期の種は地上と樹上の両方で生活していた可能性があるという結果が出た。
ある研究では、最初期の鳥類とその直前の祖先は木に登らなかったとしている。初期鳥類の趾骨端の爪の曲率量は、木に止まる鳥よりも地上をうろつく鳥に似ているとこの研究では結論づけている。

### 低下した始祖鳥の重要性
始祖鳥は羽毛を持つ中生代の動物として最初に発見されたものであり、長らく知られている唯一のものだった。結果として、鳥類とその飛行の進化に関する議論は（少なくとも1990年代中頃までは）始祖鳥を中心においていた。

胸筋が強力な打ち下ろしをもたらす一方で、烏口上筋は翼の打ち上げに滑車状機構を介して働く

始祖鳥は実際に飛べたのかという議論は継続中である。始祖鳥には飛行制御に用いられる内耳平衡感覚器と脳構造があったことが判明している。始祖鳥はまた、現生鳥類と似た翼の羽毛配置と、翼と尾に同様に飛行に適した非対称な羽毛も持っていた。しかし始祖鳥には現生鳥類において素早く強力な翼の打ち上げをもたらしている肩の構造が存在しない（提図の烏口上滑車構造を参照）。このことは始祖鳥や他の初期鳥類は羽ばたくことができず、滑空のみ可能だったことを表しているのかもしれない。
一方で、1990年代初頭から始まる多くの羽毛恐竜の発見は、鳥類の飛行の進化において始祖鳥はもはや重要人物ではなくなったことを意味している。白亜紀や後期ジュラ紀産の他の小型羽毛コエルロサウルス類から、鳥類の飛行の前兆となる可能性があるものが見て取れる。これらの中には、持ち上げた第 II 趾にヴェロキラプトル様の鎌形の爪をそなえ、始祖鳥よりも飛行に適していたとする古生物学者もいるラホナヴィスや、"樹上から地上へ"説を支持する可能性のある樹上性恐竜スカンソリオプテリクス、樹上性恐竜で動力飛行ができた可能性があるが、もしそうならよく発達した羽毛をその両脚に持つために複葉機のように見えたであろうミクロラプトルなどが含まれる。早くも1915年には、一部の科学者は鳥類進化は4枚羽根（テトラプテリクス）段階を経ている可能性について議論していた。Hartman et al. (2019)では、基盤的飛行性原鳥類の系統発生的な位置の占め方から、飛行は原鳥類の間で1回だけでなく5回進化した可能性が高いと述べられている。イ、始祖鳥、Rahonavis、ミクロラプトルらはこうして、鳥類飛行の先駆者ではなく収斂進化の実例と見なされた。

### 恐竜における飛行能力の2次的な喪失
|  | Therizinosauroids |
|  |                   |
|  | Oviraptosaurs     |
|  |                   |

|  | \| \| Confuciusornis (bird) \| \| \| \| \| \| Microraptor (dromaeosaur) \| \| \| \| |
|  |                                                                                     |
|  | Dromaeosaurs                                                                        |
|  |                                                                                     |
|  | Confuciusornis (bird)                                                               |
|  |                                                                                     |
|  | Microraptor (dromaeosaur)                                                           |
|  |                                                                                     |

|  | Confuciusornis (bird)     |
|  |                           |
|  | Microraptor (dromaeosaur) |
|  |                           |

|  | \| \| Confuciusornis (bird) \| \| \| \| \| \| Microraptor (dromaeosaur) \| \| \| \| |
|  |                                                                                     |
|  | Dromaeosaurs                                                                        |
|  |                                                                                     |
|  | Confuciusornis (bird)                                                               |
|  |                                                                                     |
|  | Microraptor (dromaeosaur)                                                           |
|  |                                                                                     |

|  | Confuciusornis (bird)     |
|  |                           |
|  | Microraptor (dromaeosaur) |
|  |                           |

|  | \| \| Confuciusornis (bird) \| \| \| \| \| \| Microraptor (dromaeosaur) \| \| \| \| |
|  |                                                                                     |
|  | Dromaeosaurs                                                                        |
|  |                                                                                     |
|  | Confuciusornis (bird)                                                               |
|  |                                                                                     |
|  | Microraptor (dromaeosaur)                                                           |
|  |                                                                                     |

|  | Confuciusornis (bird)     |
|  |                           |
|  | Microraptor (dromaeosaur) |
|  |                           |

|  | \| \| Confuciusornis (bird) \| \| \| \| \| \| Microraptor (dromaeosaur) \| \| \| \| |
|  |                                                                                     |
|  | Dromaeosaurs                                                                        |
|  |                                                                                     |
|  | Confuciusornis (bird)                                                               |
|  |                                                                                     |
|  | Microraptor (dromaeosaur)                                                           |
|  |                                                                                     |

|  | Confuciusornis (bird)     |
|  |                           |
|  | Microraptor (dromaeosaur) |
|  |                           |

|  | Therizinosauroids |
|  |                   |
|  | Oviraptosaurs     |
|  |                   |

|  | \| \| Confuciusornis (bird) \| \| \| \| \| \| Microraptor (dromaeosaur) \| \| \| \| |
|  |                                                                                     |
|  | Dromaeosaurs                                                                        |
|  |                                                                                     |
|  | Confuciusornis (bird)                                                               |
|  |                                                                                     |
|  | Microraptor (dromaeosaur)                                                           |
|  |                                                                                     |

|  | Confuciusornis (bird)     |
|  |                           |
|  | Microraptor (dromaeosaur) |
|  |                           |

|  | \| \| Confuciusornis (bird) \| \| \| \| \| \| Microraptor (dromaeosaur) \| \| \| \| |
|  |                                                                                     |
|  | Dromaeosaurs                                                                        |
|  |                                                                                     |
|  | Confuciusornis (bird)                                                               |
|  |                                                                                     |
|  | Microraptor (dromaeosaur)                                                           |
|  |                                                                                     |

|  | Confuciusornis (bird)     |
|  |                           |
|  | Microraptor (dromaeosaur) |
|  |                           |

|  | \| \| Confuciusornis (bird) \| \| \| \| \| \| Microraptor (dromaeosaur) \| \| \| \| |
|  |                                                                                     |
|  | Dromaeosaurs                                                                        |
|  |                                                                                     |
|  | Confuciusornis (bird)                                                               |
|  |                                                                                     |
|  | Microraptor (dromaeosaur)                                                           |
|  |                                                                                     |

|  | Confuciusornis (bird)     |
|  |                           |
|  | Microraptor (dromaeosaur) |
|  |                           |

|  | \| \| Confuciusornis (bird) \| \| \| \| \| \| Microraptor (dromaeosaur) \| \| \| \| |
|  |                                                                                     |
|  | Dromaeosaurs                                                                        |
|  |                                                                                     |
|  | Confuciusornis (bird)                                                               |
|  |                                                                                     |
|  | Microraptor (dromaeosaur)                                                           |
|  |                                                                                     |

|  | Confuciusornis (bird)     |
|  |                           |
|  | Microraptor (dromaeosaur) |
|  |                           |

|  | Therizinosauroids |
|  |                   |
|  | Oviraptosaurs     |
|  |                   |

|  | \| \| Confuciusornis (bird) \| \| \| \| \| \| Microraptor (dromaeosaur) \| \| \| \| |
|  |                                                                                     |
|  | Dromaeosaurs                                                                        |
|  |                                                                                     |
|  | Confuciusornis (bird)                                                               |
|  |                                                                                     |
|  | Microraptor (dromaeosaur)                                                           |
|  |                                                                                     |

|  | Confuciusornis (bird)     |
|  |                           |
|  | Microraptor (dromaeosaur) |
|  |                           |

|  | \| \| Confuciusornis (bird) \| \| \| \| \| \| Microraptor (dromaeosaur) \| \| \| \| |
|  |                                                                                     |
|  | Dromaeosaurs                                                                        |
|  |                                                                                     |
|  | Confuciusornis (bird)                                                               |
|  |                                                                                     |
|  | Microraptor (dromaeosaur)                                                           |
|  |                                                                                     |

|  | Confuciusornis (bird)     |
|  |                           |
|  | Microraptor (dromaeosaur) |
|  |                           |

|  | \| \| Confuciusornis (bird) \| \| \| \| \| \| Microraptor (dromaeosaur) \| \| \| \| |
|  |                                                                                     |
|  | Dromaeosaurs                                                                        |
|  |                                                                                     |
|  | Confuciusornis (bird)                                                               |
|  |                                                                                     |
|  | Microraptor (dromaeosaur)                                                           |
|  |                                                                                     |

|  | Confuciusornis (bird)     |
|  |                           |
|  | Microraptor (dromaeosaur) |
|  |                           |

|  | \| \| Confuciusornis (bird) \| \| \| \| \| \| Microraptor (dromaeosaur) \| \| \| \| |
|  |                                                                                     |
|  | Dromaeosaurs                                                                        |
|  |                                                                                     |
|  | Confuciusornis (bird)                                                               |
|  |                                                                                     |
|  | Microraptor (dromaeosaur)                                                           |
|  |                                                                                     |

|  | Confuciusornis (bird)     |
|  |                           |
|  | Microraptor (dromaeosaur) |
|  |                           |

|  | Therizinosauroids |
|  |                   |
|  | Oviraptosaurs     |
|  |                   |

|  | \| \| Confuciusornis (bird) \| \| \| \| \| \| Microraptor (dromaeosaur) \| \| \| \| |
|  |                                                                                     |
|  | Dromaeosaurs                                                                        |
|  |                                                                                     |
|  | Confuciusornis (bird)                                                               |
|  |                                                                                     |
|  | Microraptor (dromaeosaur)                                                           |
|  |                                                                                     |

|  | Confuciusornis (bird)     |
|  |                           |
|  | Microraptor (dromaeosaur) |
|  |                           |

|  | \| \| Confuciusornis (bird) \| \| \| \| \| \| Microraptor (dromaeosaur) \| \| \| \| |
|  |                                                                                     |
|  | Dromaeosaurs                                                                        |
|  |                                                                                     |
|  | Confuciusornis (bird)                                                               |
|  |                                                                                     |
|  | Microraptor (dromaeosaur)                                                           |
|  |                                                                                     |

|  | Confuciusornis (bird)     |
|  |                           |
|  | Microraptor (dromaeosaur) |
|  |                           |

|  | \| \| Confuciusornis (bird) \| \| \| \| \| \| Microraptor (dromaeosaur) \| \| \| \| |
|  |                                                                                     |
|  | Dromaeosaurs                                                                        |
|  |                                                                                     |
|  | Confuciusornis (bird)                                                               |
|  |                                                                                     |
|  | Microraptor (dromaeosaur)                                                           |
|  |                                                                                     |

|  | Confuciusornis (bird)     |
|  |                           |
|  | Microraptor (dromaeosaur) |
|  |                           |

|  | \| \| Confuciusornis (bird) \| \| \| \| \| \| Microraptor (dromaeosaur) \| \| \| \| |
|  |                                                                                     |
|  | Dromaeosaurs                                                                        |
|  |                                                                                     |
|  | Confuciusornis (bird)                                                               |
|  |                                                                                     |
|  | Microraptor (dromaeosaur)                                                           |
|  |                                                                                     |

|  | Confuciusornis (bird)     |
|  |                           |
|  | Microraptor (dromaeosaur) |
|  |                           |

|  | Therizinosauroids |
|  |                   |
|  | Oviraptosaurs     |
|  |                   |

|  | \| \| Confuciusornis (bird) \| \| \| \| \| \| Microraptor (dromaeosaur) \| \| \| \| |
|  |                                                                                     |
|  | Dromaeosaurs                                                                        |
|  |                                                                                     |
|  | Confuciusornis (bird)                                                               |
|  |                                                                                     |
|  | Microraptor (dromaeosaur)                                                           |
|  |                                                                                     |

|  | Confuciusornis (bird)     |
|  |                           |
|  | Microraptor (dromaeosaur) |
|  |                           |

|  | \| \| Confuciusornis (bird) \| \| \| \| \| \| Microraptor (dromaeosaur) \| \| \| \| |
|  |                                                                                     |
|  | Dromaeosaurs                                                                        |
|  |                                                                                     |
|  | Confuciusornis (bird)                                                               |
|  |                                                                                     |
|  | Microraptor (dromaeosaur)                                                           |
|  |                                                                                     |

|  | Confuciusornis (bird)     |
|  |                           |
|  | Microraptor (dromaeosaur) |
|  |                           |

|  | \| \| Confuciusornis (bird) \| \| \| \| \| \| Microraptor (dromaeosaur) \| \| \| \| |
|  |                                                                                     |
|  | Dromaeosaurs                                                                        |
|  |                                                                                     |
|  | Confuciusornis (bird)                                                               |
|  |                                                                                     |
|  | Microraptor (dromaeosaur)                                                           |
|  |                                                                                     |

|  | Confuciusornis (bird)     |
|  |                           |
|  | Microraptor (dromaeosaur) |
|  |                           |

|  | \| \| Confuciusornis (bird) \| \| \| \| \| \| Microraptor (dromaeosaur) \| \| \| \| |
|  |                                                                                     |
|  | Dromaeosaurs                                                                        |
|  |                                                                                     |
|  | Confuciusornis (bird)                                                               |
|  |                                                                                     |
|  | Microraptor (dromaeosaur)                                                           |
|  |                                                                                     |

|  | Confuciusornis (bird)     |
|  |                           |
|  | Microraptor (dromaeosaur) |
|  |                           |

|  | Therizinosauroids |
|  |                   |
|  | Oviraptosaurs     |
|  |                   |

|  | \| \| Confuciusornis (bird) \| \| \| \| \| \| Microraptor (dromaeosaur) \| \| \| \| |
|  |                                                                                     |
|  | Dromaeosaurs                                                                        |
|  |                                                                                     |
|  | Confuciusornis (bird)                                                               |
|  |                                                                                     |
|  | Microraptor (dromaeosaur)                                                           |
|  |                                                                                     |

|  | Confuciusornis (bird)     |
|  |                           |
|  | Microraptor (dromaeosaur) |
|  |                           |

|  | \| \| Confuciusornis (bird) \| \| \| \| \| \| Microraptor (dromaeosaur) \| \| \| \| |
|  |                                                                                     |
|  | Dromaeosaurs                                                                        |
|  |                                                                                     |
|  | Confuciusornis (bird)                                                               |
|  |                                                                                     |
|  | Microraptor (dromaeosaur)                                                           |
|  |                                                                                     |

|  | Confuciusornis (bird)     |
|  |                           |
|  | Microraptor (dromaeosaur) |
|  |                           |

|  | \| \| Confuciusornis (bird) \| \| \| \| \| \| Microraptor (dromaeosaur) \| \| \| \| |
|  |                                                                                     |
|  | Dromaeosaurs                                                                        |
|  |                                                                                     |
|  | Confuciusornis (bird)                                                               |
|  |                                                                                     |
|  | Microraptor (dromaeosaur)                                                           |
|  |                                                                                     |

|  | Confuciusornis (bird)     |
|  |                           |
|  | Microraptor (dromaeosaur) |
|  |                           |

|  | \| \| Confuciusornis (bird) \| \| \| \| \| \| Microraptor (dromaeosaur) \| \| \| \| |
|  |                                                                                     |
|  | Dromaeosaurs                                                                        |
|  |                                                                                     |
|  | Confuciusornis (bird)                                                               |
|  |                                                                                     |
|  | Microraptor (dromaeosaur)                                                           |
|  |                                                                                     |

|  | Confuciusornis (bird)     |
|  |                           |
|  | Microraptor (dromaeosaur) |
|  |                           |

|  | Therizinosauroids |
|  |                   |
|  | Oviraptosaurs     |
|  |                   |

|  | \| \| Confuciusornis (bird) \| \| \| \| \| \| Microraptor (dromaeosaur) \| \| \| \| |
|  |                                                                                     |
|  | Dromaeosaurs                                                                        |
|  |                                                                                     |
|  | Confuciusornis (bird)                                                               |
|  |                                                                                     |
|  | Microraptor (dromaeosaur)                                                           |
|  |                                                                                     |

|  | Confuciusornis (bird)     |
|  |                           |
|  | Microraptor (dromaeosaur) |
|  |                           |

|  | \| \| Confuciusornis (bird) \| \| \| \| \| \| Microraptor (dromaeosaur) \| \| \| \| |
|  |                                                                                     |
|  | Dromaeosaurs                                                                        |
|  |                                                                                     |
|  | Confuciusornis (bird)                                                               |
|  |                                                                                     |
|  | Microraptor (dromaeosaur)                                                           |
|  |                                                                                     |

|  | Confuciusornis (bird)     |
|  |                           |
|  | Microraptor (dromaeosaur) |
|  |                           |

|  | \| \| Confuciusornis (bird) \| \| \| \| \| \| Microraptor (dromaeosaur) \| \| \| \| |
|  |                                                                                     |
|  | Dromaeosaurs                                                                        |
|  |                                                                                     |
|  | Confuciusornis (bird)                                                               |
|  |                                                                                     |
|  | Microraptor (dromaeosaur)                                                           |
|  |                                                                                     |

|  | Confuciusornis (bird)     |
|  |                           |
|  | Microraptor (dromaeosaur) |
|  |                           |

|  | \| \| Confuciusornis (bird) \| \| \| \| \| \| Microraptor (dromaeosaur) \| \| \| \| |
|  |                                                                                     |
|  | Dromaeosaurs                                                                        |
|  |                                                                                     |
|  | Confuciusornis (bird)                                                               |
|  |                                                                                     |
|  | Microraptor (dromaeosaur)                                                           |
|  |                                                                                     |

|  | Confuciusornis (bird)     |
|  |                           |
|  | Microraptor (dromaeosaur) |
|  |                           |

|  | Therizinosauroids |
|  |                   |
|  | Oviraptosaurs     |
|  |                   |

|  | \| \| Confuciusornis (bird) \| \| \| \| \| \| Microraptor (dromaeosaur) \| \| \| \| |
|  |                                                                                     |
|  | Dromaeosaurs                                                                        |
|  |                                                                                     |
|  | Confuciusornis (bird)                                                               |
|  |                                                                                     |
|  | Microraptor (dromaeosaur)                                                           |
|  |                                                                                     |

|  | Confuciusornis (bird)     |
|  |                           |
|  | Microraptor (dromaeosaur) |
|  |                           |

|  | \| \| Confuciusornis (bird) \| \| \| \| \| \| Microraptor (dromaeosaur) \| \| \| \| |
|  |                                                                                     |
|  | Dromaeosaurs                                                                        |
|  |                                                                                     |
|  | Confuciusornis (bird)                                                               |
|  |                                                                                     |
|  | Microraptor (dromaeosaur)                                                           |
|  |                                                                                     |

|  | Confuciusornis (bird)     |
|  |                           |
|  | Microraptor (dromaeosaur) |
|  |                           |

|  | \| \| Confuciusornis (bird) \| \| \| \| \| \| Microraptor (dromaeosaur) \| \| \| \| |
|  |                                                                                     |
|  | Dromaeosaurs                                                                        |
|  |                                                                                     |
|  | Confuciusornis (bird)                                                               |
|  |                                                                                     |
|  | Microraptor (dromaeosaur)                                                           |
|  |                                                                                     |

|  | Confuciusornis (bird)     |
|  |                           |
|  | Microraptor (dromaeosaur) |
|  |                           |

|  | \| \| Confuciusornis (bird) \| \| \| \| \| \| Microraptor (dromaeosaur) \| \| \| \| |
|  |                                                                                     |
|  | Dromaeosaurs                                                                        |
|  |                                                                                     |
|  | Confuciusornis (bird)                                                               |
|  |                                                                                     |
|  | Microraptor (dromaeosaur)                                                           |
|  |                                                                                     |

|  | Confuciusornis (bird)     |
|  |                           |
|  | Microraptor (dromaeosaur) |
|  |                           |

|  | Therizinosauroids |
|  |                   |
|  | Oviraptosaurs     |
|  |                   |

|  | \| \| Confuciusornis (bird) \| \| \| \| \| \| Microraptor (dromaeosaur) \| \| \| \| |
|  |                                                                                     |
|  | Dromaeosaurs                                                                        |
|  |                                                                                     |
|  | Confuciusornis (bird)                                                               |
|  |                                                                                     |
|  | Microraptor (dromaeosaur)                                                           |
|  |                                                                                     |

|  | Confuciusornis (bird)     |
|  |                           |
|  | Microraptor (dromaeosaur) |
|  |                           |

|  | \| \| Confuciusornis (bird) \| \| \| \| \| \| Microraptor (dromaeosaur) \| \| \| \| |
|  |                                                                                     |
|  | Dromaeosaurs                                                                        |
|  |                                                                                     |
|  | Confuciusornis (bird)                                                               |
|  |                                                                                     |
|  | Microraptor (dromaeosaur)                                                           |
|  |                                                                                     |

|  | Confuciusornis (bird)     |
|  |                           |
|  | Microraptor (dromaeosaur) |
|  |                           |

|  | \| \| Confuciusornis (bird) \| \| \| \| \| \| Microraptor (dromaeosaur) \| \| \| \| |
|  |                                                                                     |
|  | Dromaeosaurs                                                                        |
|  |                                                                                     |
|  | Confuciusornis (bird)                                                               |
|  |                                                                                     |
|  | Microraptor (dromaeosaur)                                                           |
|  |                                                                                     |

|  | Confuciusornis (bird)     |
|  |                           |
|  | Microraptor (dromaeosaur) |
|  |                           |

|  | \| \| Confuciusornis (bird) \| \| \| \| \| \| Microraptor (dromaeosaur) \| \| \| \| |
|  |                                                                                     |
|  | Dromaeosaurs                                                                        |
|  |                                                                                     |
|  | Confuciusornis (bird)                                                               |
|  |                                                                                     |
|  | Microraptor (dromaeosaur)                                                           |
|  |                                                                                     |

|  | Confuciusornis (bird)     |
|  |                           |
|  | Microraptor (dromaeosaur) |
|  |                           |

|  | Therizinosauroids |
|  |                   |
|  | Oviraptosaurs     |
|  |                   |

|  | \| \| Confuciusornis (bird) \| \| \| \| \| \| Microraptor (dromaeosaur) \| \| \| \| |
|  |                                                                                     |
|  | Dromaeosaurs                                                                        |
|  |                                                                                     |
|  | Confuciusornis (bird)                                                               |
|  |                                                                                     |
|  | Microraptor (dromaeosaur)                                                           |
|  |                                                                                     |

|  | Confuciusornis (bird)     |
|  |                           |
|  | Microraptor (dromaeosaur) |
|  |                           |

|  | \| \| Confuciusornis (bird) \| \| \| \| \| \| Microraptor (dromaeosaur) \| \| \| \| |
|  |                                                                                     |
|  | Dromaeosaurs                                                                        |
|  |                                                                                     |
|  | Confuciusornis (bird)                                                               |
|  |                                                                                     |
|  | Microraptor (dromaeosaur)                                                           |
|  |                                                                                     |

|  | Confuciusornis (bird)     |
|  |                           |
|  | Microraptor (dromaeosaur) |
|  |                           |

|  | \| \| Confuciusornis (bird) \| \| \| \| \| \| Microraptor (dromaeosaur) \| \| \| \| |
|  |                                                                                     |
|  | Dromaeosaurs                                                                        |
|  |                                                                                     |
|  | Confuciusornis (bird)                                                               |
|  |                                                                                     |
|  | Microraptor (dromaeosaur)                                                           |
|  |                                                                                     |

|  | Confuciusornis (bird)     |
|  |                           |
|  | Microraptor (dromaeosaur) |
|  |                           |

|  | \| \| Confuciusornis (bird) \| \| \| \| \| \| Microraptor (dromaeosaur) \| \| \| \| |
|  |                                                                                     |
|  | Dromaeosaurs                                                                        |
|  |                                                                                     |
|  | Confuciusornis (bird)                                                               |
|  |                                                                                     |
|  | Microraptor (dromaeosaur)                                                           |
|  |                                                                                     |

|  | Confuciusornis (bird)     |
|  |                           |
|  | Microraptor (dromaeosaur) |
|  |                           |

|  | Therizinosauroids |
|  |                   |
|  | Oviraptosaurs     |
|  |                   |

|  | \| \| Confuciusornis (bird) \| \| \| \| \| \| Microraptor (dromaeosaur) \| \| \| \| |
|  |                                                                                     |
|  | Dromaeosaurs                                                                        |
|  |                                                                                     |
|  | Confuciusornis (bird)                                                               |
|  |                                                                                     |
|  | Microraptor (dromaeosaur)                                                           |
|  |                                                                                     |

|  | Confuciusornis (bird)     |
|  |                           |
|  | Microraptor (dromaeosaur) |
|  |                           |

|  | \| \| Confuciusornis (bird) \| \| \| \| \| \| Microraptor (dromaeosaur) \| \| \| \| |
|  |                                                                                     |
|  | Dromaeosaurs                                                                        |
|  |                                                                                     |
|  | Confuciusornis (bird)                                                               |
|  |                                                                                     |
|  | Microraptor (dromaeosaur)                                                           |
|  |                                                                                     |

|  | Confuciusornis (bird)     |
|  |                           |
|  | Microraptor (dromaeosaur) |
|  |                           |

|  | \| \| Confuciusornis (bird) \| \| \| \| \| \| Microraptor (dromaeosaur) \| \| \| \| |
|  |                                                                                     |
|  | Dromaeosaurs                                                                        |
|  |                                                                                     |
|  | Confuciusornis (bird)                                                               |
|  |                                                                                     |
|  | Microraptor (dromaeosaur)                                                           |
|  |                                                                                     |

|  | Confuciusornis (bird)     |
|  |                           |
|  | Microraptor (dromaeosaur) |
|  |                           |

|  | \| \| Confuciusornis (bird) \| \| \| \| \| \| Microraptor (dromaeosaur) \| \| \| \| |
|  |                                                                                     |
|  | Dromaeosaurs                                                                        |
|  |                                                                                     |
|  | Confuciusornis (bird)                                                               |
|  |                                                                                     |
|  | Microraptor (dromaeosaur)                                                           |
|  |                                                                                     |

|  | Confuciusornis (bird)     |
|  |                           |
|  | Microraptor (dromaeosaur) |
|  |                           |

|  | Therizinosauroids |
|  |                   |
|  | Oviraptosaurs     |
|  |                   |

|  | \| \| Confuciusornis (bird) \| \| \| \| \| \| Microraptor (dromaeosaur) \| \| \| \| |
|  |                                                                                     |
|  | Dromaeosaurs                                                                        |
|  |                                                                                     |
|  | Confuciusornis (bird)                                                               |
|  |                                                                                     |
|  | Microraptor (dromaeosaur)                                                           |
|  |                                                                                     |

|  | Confuciusornis (bird)     |
|  |                           |
|  | Microraptor (dromaeosaur) |
|  |                           |

|  | \| \| Confuciusornis (bird) \| \| \| \| \| \| Microraptor (dromaeosaur) \| \| \| \| |
|  |                                                                                     |
|  | Dromaeosaurs                                                                        |
|  |                                                                                     |
|  | Confuciusornis (bird)                                                               |
|  |                                                                                     |
|  | Microraptor (dromaeosaur)                                                           |
|  |                                                                                     |

|  | Confuciusornis (bird)     |
|  |                           |
|  | Microraptor (dromaeosaur) |
|  |                           |

|  | \| \| Confuciusornis (bird) \| \| \| \| \| \| Microraptor (dromaeosaur) \| \| \| \| |
|  |                                                                                     |
|  | Dromaeosaurs                                                                        |
|  |                                                                                     |
|  | Confuciusornis (bird)                                                               |
|  |                                                                                     |
|  | Microraptor (dromaeosaur)                                                           |
|  |                                                                                     |

|  | Confuciusornis (bird)     |
|  |                           |
|  | Microraptor (dromaeosaur) |
|  |                           |

|  | \| \| Confuciusornis (bird) \| \| \| \| \| \| Microraptor (dromaeosaur) \| \| \| \| |
|  |                                                                                     |
|  | Dromaeosaurs                                                                        |
|  |                                                                                     |
|  | Confuciusornis (bird)                                                               |
|  |                                                                                     |
|  | Microraptor (dromaeosaur)                                                           |
|  |                                                                                     |

|  | Confuciusornis (bird)     |
|  |                           |
|  | Microraptor (dromaeosaur) |
|  |                           |

|  | Therizinosauroids |
|  |                   |
|  | Oviraptosaurs     |
|  |                   |

|  | \| \| Confuciusornis (bird) \| \| \| \| \| \| Microraptor (dromaeosaur) \| \| \| \| |
|  |                                                                                     |
|  | Dromaeosaurs                                                                        |
|  |                                                                                     |
|  | Confuciusornis (bird)                                                               |
|  |                                                                                     |
|  | Microraptor (dromaeosaur)                                                           |
|  |                                                                                     |

|  | Confuciusornis (bird)     |
|  |                           |
|  | Microraptor (dromaeosaur) |
|  |                           |

|  | \| \| Confuciusornis (bird) \| \| \| \| \| \| Microraptor (dromaeosaur) \| \| \| \| |
|  |                                                                                     |
|  | Dromaeosaurs                                                                        |
|  |                                                                                     |
|  | Confuciusornis (bird)                                                               |
|  |                                                                                     |
|  | Microraptor (dromaeosaur)                                                           |
|  |                                                                                     |

|  | Confuciusornis (bird)     |
|  |                           |
|  | Microraptor (dromaeosaur) |
|  |                           |

|  | \| \| Confuciusornis (bird) \| \| \| \| \| \| Microraptor (dromaeosaur) \| \| \| \| |
|  |                                                                                     |
|  | Dromaeosaurs                                                                        |
|  |                                                                                     |
|  | Confuciusornis (bird)                                                               |
|  |                                                                                     |
|  | Microraptor (dromaeosaur)                                                           |
|  |                                                                                     |

|  | Confuciusornis (bird)     |
|  |                           |
|  | Microraptor (dromaeosaur) |
|  |                           |

|  | \| \| Confuciusornis (bird) \| \| \| \| \| \| Microraptor (dromaeosaur) \| \| \| \| |
|  |                                                                                     |
|  | Dromaeosaurs                                                                        |
|  |                                                                                     |
|  | Confuciusornis (bird)                                                               |
|  |                                                                                     |
|  | Microraptor (dromaeosaur)                                                           |
|  |                                                                                     |

|  | Confuciusornis (bird)     |
|  |                           |
|  | Microraptor (dromaeosaur) |
|  |                           |

|  | Therizinosauroids |
|  |                   |
|  | Oviraptosaurs     |
|  |                   |

|  | \| \| Confuciusornis (bird) \| \| \| \| \| \| Microraptor (dromaeosaur) \| \| \| \| |
|  |                                                                                     |
|  | Dromaeosaurs                                                                        |
|  |                                                                                     |
|  | Confuciusornis (bird)                                                               |
|  |                                                                                     |
|  | Microraptor (dromaeosaur)                                                           |
|  |                                                                                     |

|  | Confuciusornis (bird)     |
|  |                           |
|  | Microraptor (dromaeosaur) |
|  |                           |

|  | \| \| Confuciusornis (bird) \| \| \| \| \| \| Microraptor (dromaeosaur) \| \| \| \| |
|  |                                                                                     |
|  | Dromaeosaurs                                                                        |
|  |                                                                                     |
|  | Confuciusornis (bird)                                                               |
|  |                                                                                     |
|  | Microraptor (dromaeosaur)                                                           |
|  |                                                                                     |

|  | Confuciusornis (bird)     |
|  |                           |
|  | Microraptor (dromaeosaur) |
|  |                           |

|  | \| \| Confuciusornis (bird) \| \| \| \| \| \| Microraptor (dromaeosaur) \| \| \| \| |
|  |                                                                                     |
|  | Dromaeosaurs                                                                        |
|  |                                                                                     |
|  | Confuciusornis (bird)                                                               |
|  |                                                                                     |
|  | Microraptor (dromaeosaur)                                                           |
|  |                                                                                     |

|  | Confuciusornis (bird)     |
|  |                           |
|  | Microraptor (dromaeosaur) |
|  |                           |

|  | \| \| Confuciusornis (bird) \| \| \| \| \| \| Microraptor (dromaeosaur) \| \| \| \| |
|  |                                                                                     |
|  | Dromaeosaurs                                                                        |
|  |                                                                                     |
|  | Confuciusornis (bird)                                                               |
|  |                                                                                     |
|  | Microraptor (dromaeosaur)                                                           |
|  |                                                                                     |

|  | Confuciusornis (bird)     |
|  |                           |
|  | Microraptor (dromaeosaur) |
|  |                           |

|  | Therizinosauroids |
|  |                   |
|  | Oviraptosaurs     |
|  |                   |

|  | \| \| Confuciusornis (bird) \| \| \| \| \| \| Microraptor (dromaeosaur) \| \| \| \| |
|  |                                                                                     |
|  | Dromaeosaurs                                                                        |
|  |                                                                                     |
|  | Confuciusornis (bird)                                                               |
|  |                                                                                     |
|  | Microraptor (dromaeosaur)                                                           |
|  |                                                                                     |

|  | Confuciusornis (bird)     |
|  |                           |
|  | Microraptor (dromaeosaur) |
|  |                           |

|  | \| \| Confuciusornis (bird) \| \| \| \| \| \| Microraptor (dromaeosaur) \| \| \| \| |
|  |                                                                                     |
|  | Dromaeosaurs                                                                        |
|  |                                                                                     |
|  | Confuciusornis (bird)                                                               |
|  |                                                                                     |
|  | Microraptor (dromaeosaur)                                                           |
|  |                                                                                     |

|  | Confuciusornis (bird)     |
|  |                           |
|  | Microraptor (dromaeosaur) |
|  |                           |

|  | \| \| Confuciusornis (bird) \| \| \| \| \| \| Microraptor (dromaeosaur) \| \| \| \| |
|  |                                                                                     |
|  | Dromaeosaurs                                                                        |
|  |                                                                                     |
|  | Confuciusornis (bird)                                                               |
|  |                                                                                     |
|  | Microraptor (dromaeosaur)                                                           |
|  |                                                                                     |

|  | Confuciusornis (bird)     |
|  |                           |
|  | Microraptor (dromaeosaur) |
|  |                           |

|  | \| \| Confuciusornis (bird) \| \| \| \| \| \| Microraptor (dromaeosaur) \| \| \| \| |
|  |                                                                                     |
|  | Dromaeosaurs                                                                        |
|  |                                                                                     |
|  | Confuciusornis (bird)                                                               |
|  |                                                                                     |
|  | Microraptor (dromaeosaur)                                                           |
|  |                                                                                     |

|  | Confuciusornis (bird)     |
|  |                           |
|  | Microraptor (dromaeosaur) |
|  |                           |

|  | Therizinosauroids |
|  |                   |
|  | Oviraptosaurs     |
|  |                   |

|  | \| \| Confuciusornis (bird) \| \| \| \| \| \| Microraptor (dromaeosaur) \| \| \| \| |
|  |                                                                                     |
|  | Dromaeosaurs                                                                        |
|  |                                                                                     |
|  | Confuciusornis (bird)                                                               |
|  |                                                                                     |
|  | Microraptor (dromaeosaur)                                                           |
|  |                                                                                     |

|  | Confuciusornis (bird)     |
|  |                           |
|  | Microraptor (dromaeosaur) |
|  |                           |

|  | \| \| Confuciusornis (bird) \| \| \| \| \| \| Microraptor (dromaeosaur) \| \| \| \| |
|  |                                                                                     |
|  | Dromaeosaurs                                                                        |
|  |                                                                                     |
|  | Confuciusornis (bird)                                                               |
|  |                                                                                     |
|  | Microraptor (dromaeosaur)                                                           |
|  |                                                                                     |

|  | Confuciusornis (bird)     |
|  |                           |
|  | Microraptor (dromaeosaur) |
|  |                           |

|  | \| \| Confuciusornis (bird) \| \| \| \| \| \| Microraptor (dromaeosaur) \| \| \| \| |
|  |                                                                                     |
|  | Dromaeosaurs                                                                        |
|  |                                                                                     |
|  | Confuciusornis (bird)                                                               |
|  |                                                                                     |
|  | Microraptor (dromaeosaur)                                                           |
|  |                                                                                     |

|  | Confuciusornis (bird)     |
|  |                           |
|  | Microraptor (dromaeosaur) |
|  |                           |

|  | \| \| Confuciusornis (bird) \| \| \| \| \| \| Microraptor (dromaeosaur) \| \| \| \| |
|  |                                                                                     |
|  | Dromaeosaurs                                                                        |
|  |                                                                                     |
|  | Confuciusornis (bird)                                                               |
|  |                                                                                     |
|  | Microraptor (dromaeosaur)                                                           |
|  |                                                                                     |

|  | Confuciusornis (bird)     |
|  |                           |
|  | Microraptor (dromaeosaur) |
|  |                           |

書籍 Predatory Dinosaurs of the World (1988) と Dinosaurs of the Air (2002) の中で科学イラストレーターのグレゴリー・ポールによって主張されている支持者の少ない仮説では、非飛行性肉食恐竜のあるグループ（特にデイノニコサウルス類を指すが、オヴィラプトロサウルス類・テリジノサウルス類・アルヴァレスサウルス類・オルニトミモサウルス類などその他はおそらく除かれる）は、実際には鳥類または他の飛行マニラプトル類から進化した、と提唱している。ポールはまた、これらのグループの祖先は飛行に関する適応において始祖鳥よりも進歩していたとも主張した。この仮説では始祖鳥と現生鳥類との関係は、これらの恐竜と鳥類との関係よりも遠いことになる。2016年、ポールはOmnivoropterygidaeに属する鳥群はオヴィラプトロサウルスに近く、Jeholornithidaeの鳥群はテリジノサウルスに近いとした：彼らは鳥類なのではなく、祖先が飛行性であるという共通点を持つのだと見なされている。
Mayr et al. (2005) では新しい10番目の始祖鳥標本を分析し、始祖鳥はデイノニコサウルス類の姉妹群だが、より進歩した鳥類である孔子鳥はドロマエオサウルス類の中に含まれる、という結果をだした。しかしながらこの論文は他の鳥類全てを除外しており、よって他の鳥類における形質の分布を抽出していない。その結論は統計学的に支持できないとして、Corfe and Butler (2006) はこの論文を批判している。Mayr等は自分達の先の論文において統計学的根拠が脆弱であったことは認めたが、他の説にしても根拠は脆弱であると述べた。
その後行われたほとんどの分岐分析では（2019年のHartman等を例外として）、始祖鳥の位置に関してポールの仮説を支持していない。それどころかそれらの研究では始祖鳥を鳥群の中で鳥類の近くに置き、デイノニコサウルス類やオヴィラプトル類はそれより遠いということが示されている。ミクロラプトル、Pedopenna、アンキオルニスの全ては翼となった脚を持ち、多くの特徴を共有して原鳥類の基盤的な位置に近い所にいる。このことは祖先的原鳥類は4枚翼の滑空者であった可能性を示唆している。デイノニクスも、若い個体は飛行や滑空の能力を持つが成体は非飛行性となる、部分的飛行性であった可能性がある。2018年のある研究では、羽盗類の直近の共通祖先は、飛行中に手掌部を安定させるために最適化された関節面を中手骨-手根骨間や指骨に保持していると結論づけた。これはこのグループの大型基盤的要員が2次的に飛行能力を失った徴候だと見られている。
真鳥類では、2次的な飛行能力喪失の確実で最初期の実例は Patagopteryx（後期白亜紀）である。